# دوري أبطال أوروبا
دوري أبطال أوروبا (بالإنجليزية: UEFA Champions League)، والتي يشار إليها عادةً بدوري الأبطال فقط (بالإنجليزية: Champions League)، هي بطولة كرة قدم أوروبية سنوية ينظمها الاتحاد الأوروبي لكرة القدم منذ عام 1955 لأفضل أندية كرة القدم في أوروبا.
تعد هذه البطولة هي أهم بطولة في كرة القدم على مستوى الأندية في العالم، إذ تعدّ المباراة النهائية للبطولة أكثر الأحداث الرياضية السنوية مشاهدةً في جميع أنحاء العالم، فهي تجذب أكثر من 100 مليون مشاهد تلفزيوني.
كانت البطولة، قبل عام 1992، تسمى رسمياً كأس الأندية الأوروبية البطلة، وفي العادة يشار إليها باسم كأس أوروبا أو كأس أبطال أوروبا. وكانت البطولة في البداية بنظام خروج المغلوب وكان يلعب فيها بطل الدوري لكل دولة فقط إضافة إلى حامل اللقب الذي يشارك في النسخة التالية للدفاع عن لقبه. بدأت البطولة تتوسع في سنة 1990، حيث تم دمج مرحلة المجموعات من ذهاب وإياب وزيادة عدد الفرق. وفي عام 1993 تحولت إلى اسمها الجديد والحالي (دوري أبطال أوروبا) وتم زيادة عدد الفرق حتى أصبحت البطولة حاليا مكونة من 32 نادياً. لتبدأ النسخة الجديدة لدوري أبطال أوروبا في موسم 1992–93.
في عام 2014 قرر الاتحاد الأوروبي لكرة القدم منح حامل لقب الدوري الأوروبي مقعد إضافي لدوري الأبطال (بخلاف مقاعد بطولته المحلية) وذلك بهدف رفع أهمية البطولة، مما جعل إشبيلية يتأهل لدوري الأبطال 2015–16 رغم فشله في حصد أحد المراكز الأربعة المؤهلة، ليصبح الدوري الإسباني هو ثاني دوري في تاريخ البطولة يشارك بـ 5 أندية في دور المجموعات، علماً بأن أول دوري شارك بخمسة أندية هو الدوري الإنجليزي في موسم 2005 2006 عندما شارك ليفربول (حامل لقب 2005) بمقعد إضافي لعدم تمكنه من التأهل عبر الأربعة مراكز الأولى في الدوري المحلي له.
فاز باللقب 24 نادياً مختلفاً، 13 منهم فاز باللقب أكثر من مرة. يُعد ريال مدريد النادي الأكثر فوزاً باللقب، حيث فاز بالبطولة 15 مرة، ويحمل لقب البطولة حاليًا باريس سان جيرمان الفرنسي بعدما فاز باللقب لموسم 2024–25 عقب فوزه على إنتر ميلان الإيطالي بنتيجة 5–0، في المباراة التي أُقيمت على ملعب أليانز أرينا في ميونخ، وهي أكبر هزيمة في تاريخ نهائي دوري أبطال أوروبا.

## نشأة البطولة

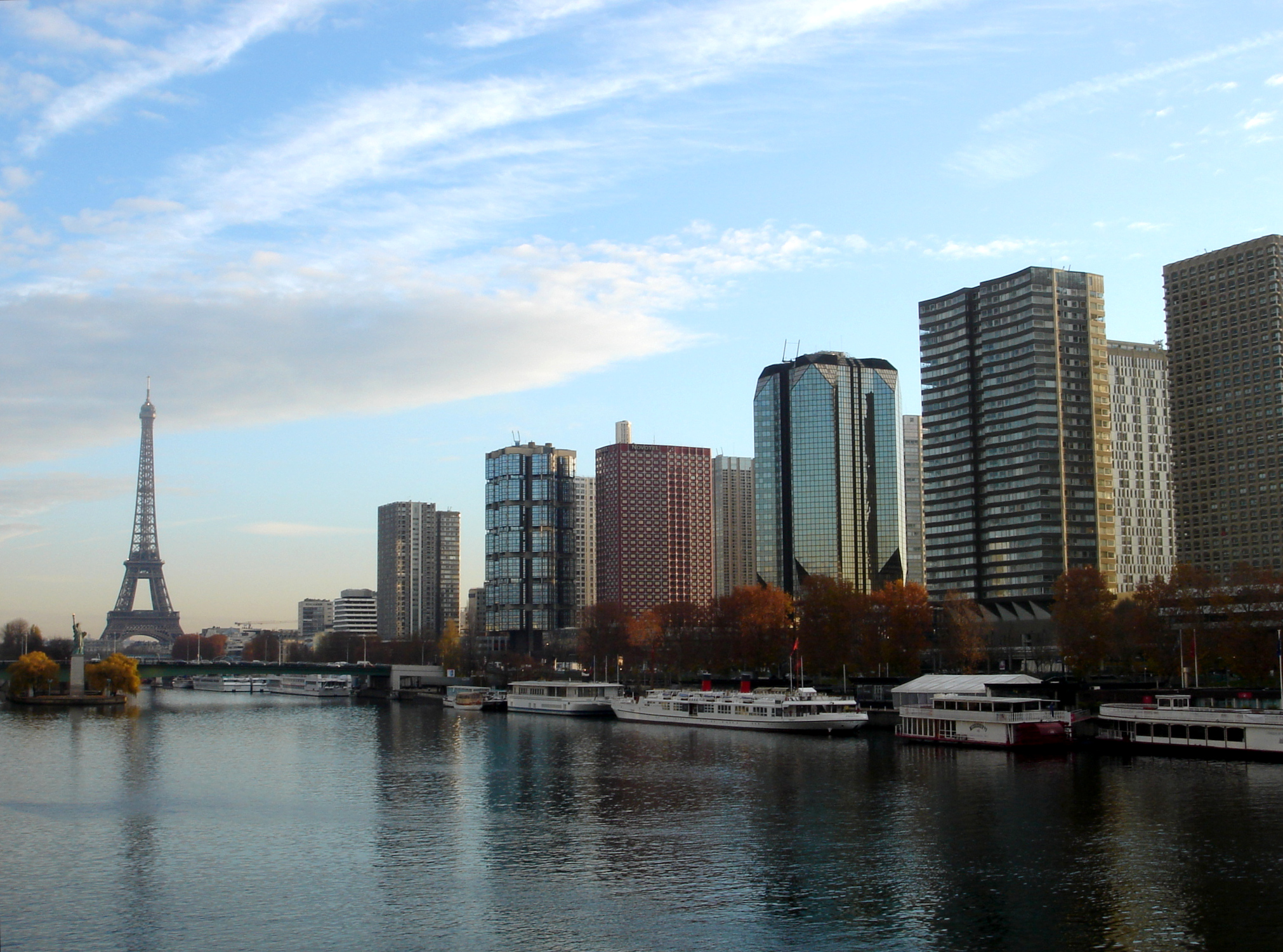
باريس، مهد بطولة دوري أبطال أوروبا.

يعود الفضل في ولادة مسابقة دوري أبطال أوروبا، إلى صحافيين فرنسيين كانوا يعملون في صحيفة ليكيب الرياضية الفرنسية، وعلى رأسهم غابريال هانو الذي اقترح إنشاء كأس أوروبا للأندية في عام 1954، ثم كتب زميله جاك دو ريزويك مقالاً يقترح فيه مشروع كأس أوروبا للأندية، ولاقى هذا الاقتراح ردود فعل إيجابية في القارة العجوز، وتبع ذلك قيام جاك فيران من ليكيب أيضاً بكتابة مسودة لنظام البطولة في 25 كانون الثاني/يناير من العام 1955، وفي اليوم الثالث من شباط/فبراير من العام 1955 نشرت الصحيفة الفرنسية قائمة بأسماء الأندية لخوض النسخة الأولى من كأس أوروبا للأندية ولبت هذه الأندية الدعوة، خصوصاً أن الاتحاد الدولي لكرة القدم لم يمانع إنشاء المسابقة بعد أن وافق على المشروع المقدم من الصحيفة.

## تاريخ

### النظام القديم
بدأت البطولة عام 1955 تحت مُسمّى (كأس الأندية الأوروبية الأبطال)، وعادةً ما يُشار إليها باسم كأس أوروبا أو كأس أبطال أوروبا. وكانت البطولة في البداية بنظام خروج المغلوب، وكان يلعب فيها بطل الدوري لكل دولة فقط. بدأت البطولة تتوسع في سنة 1990، حيث تم دمج مرحلة المجموعات من ذهاب وإياب وزيادة عدد الفرق.

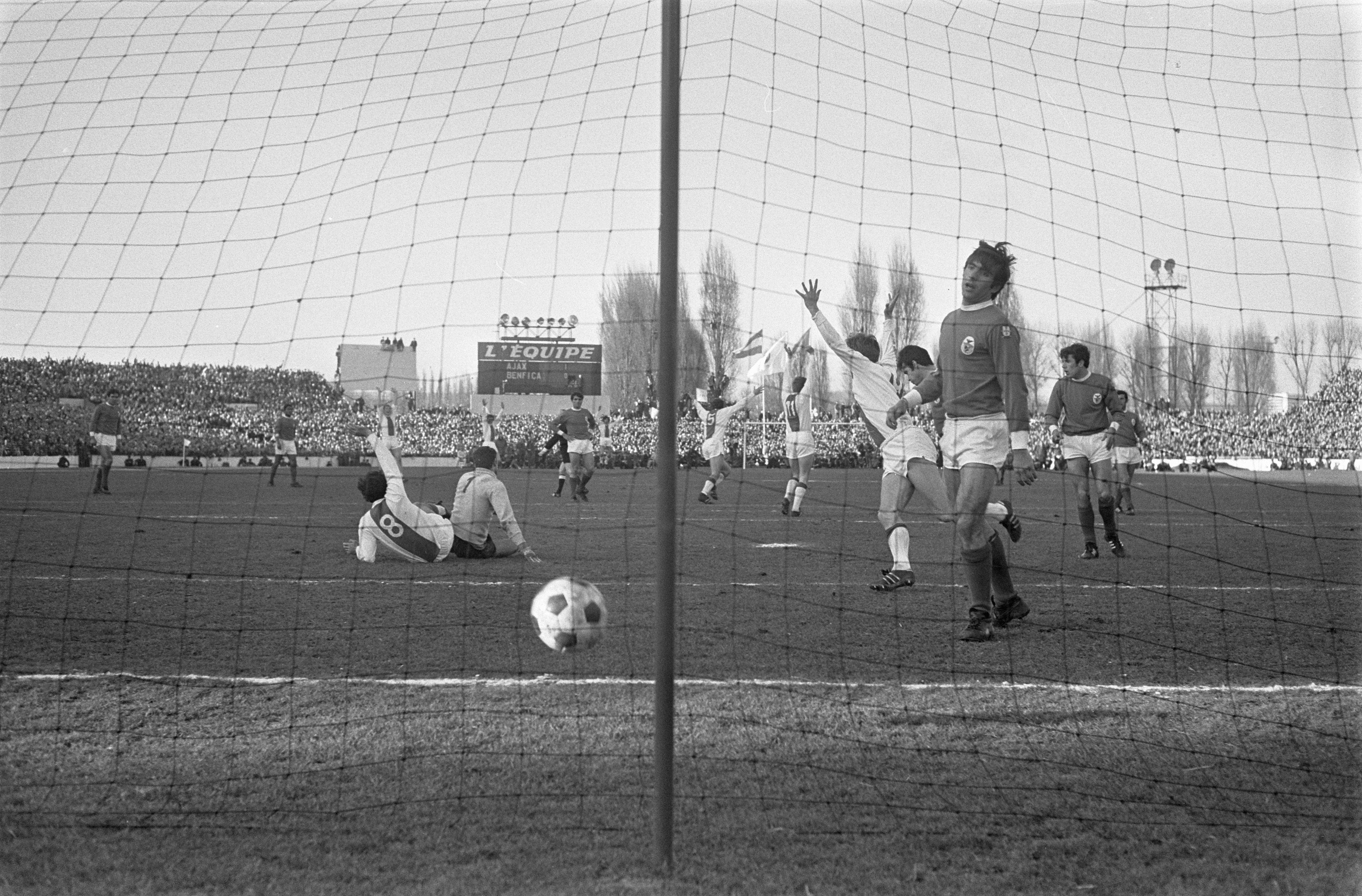
لقطة من مباراة أياكس وبنفيكا عام 1969

#### 1955–1970
هيمن ريال مدريد الإسباني على النسخ الأولى من المسابقة، فحصد أول خمسة ألقاب (1956–1960) قبل أن يكسر احتكاره نادي بنفيكا البرتغالي في عامي 1961 و1962، بعدها دخلت الأندية الإيطالية بقوة ممثلةً بميلان عامي 1963 و1969 وإنتر ميلان الإيطالي الذي توج مرتين متتاليتين عامي 1964 و1965 واستطاع ريال مدريد استرجاع اللقب عام1966.

#### 1970–1980
جاء دور الهيمنة الهولندية في بداية السبعينيات؛ إذ حصد أياكس ثلاثة ألقاب متتالية من عام 1971 وحتى عام 1973 ثم ناب عنه بايرن ميونخ الألماني الذي حقق ثلاثية أيضاً (من 1974 حتى 1976)، وفي المواسم الستة التي تلت حصدت الأندية الإنكليزية ألقاب المسابقة، فتوج ليفربول عامي 1977 و1978 ونوتنغهام فورست عامي 1979 و1980.

#### 1980–1992
فاز ليفربول في عام 1981 وأستون فيلا في عام 1982، وفي نهاية الثمانينات، برز نادي ميلان الإيطالي، إذ تمكن من الفوز بنسختي 1989 و1990 وفرض نفسه أحد أقوى الأندية في المسابقة في هذه الحقبة. فاز نادي الميلان بلقب عام 1990، وكان عام 1991 عام سعيد على نادي ريد ستار بلغراد حيث استطاع أن يفوز بأول لقب له. وتلاه عام 1992 أيضا كان عامًا سعيد لنادي برشلونة الإسباني الذي استطاع أن يحصد أول بطولة له بعد فوز 1–0 على سامبدوريا الإيطالي.

### النظام الحديث (الحالي)
في عام 1992 قرر الاتحاد الأوروبي لكرة القدم تغيير البطولة وتحولت إلى اسمها الجديد والحالي (دوري أبطال أوروبا) وتم زيادة عدد الفرق حتى أصبحت البطولة حالياً مكونة من 32 نادياً.

#### 1992–2000
كان نادي أولمبيك مارسيليا على موعد مع أول لقب له في بطولة دوري ابطال أوروبا في شكلها الجديد 1993. وعاد إيه سي ميلان إلى منصة التتويج بعد أن فاز بلقب سنة 1994. كانت أعوام 1996 و1997 و1998 أعوام التألق ليوفنتوس الإيطالي في تاريخه، حيث استطاع أن يصل إلى نهائي البطولة 3 مرات على التوالي لكنه لم يحرز اللقب إلا عام 1996 وفشل عامي 97 و98. كانت أغرب النهائيات في البطولة من نصيب مانشستر يونايتد، الذي خطف الفوز في الدقيقة الأخيرة من مباراته مع بايرن ميونخ عام 1999 حيث تمكن من إحراز هدفين في الدقيقة الأخيرة ليفوز بالمباراة النهائية.

#### 2000–الآن
عاد ريال مدريد من جديد إلى الساحة بفريقه الذهبي للهيمنة على البطولة، حيث أستطاع أن يحصد ثلاثة ألقاب خلال خمسة أعوام (1998 و2000 و2002). شهدت أيضا هذه الفترة بزوغ اسم فالنسيا الإسباني بشكل قوي حيث استطاع التأهل إلى نهائي البطولة عامي 2000 و2001 إلا أنه لم يتمكن من الفوز بالبطولة. استطاع بايرن ميونخ حصد لقبه الرابع عام 2001 وجاء بعده إيه سي ميلان بلقبه السادس عام 2003. وفي عام 2004 تمكن نادي بورتو بقيادة مدربه الشاب جوزيه مورينهو من إحراز اللقب في مفاجأة كبيرة من نوعها.

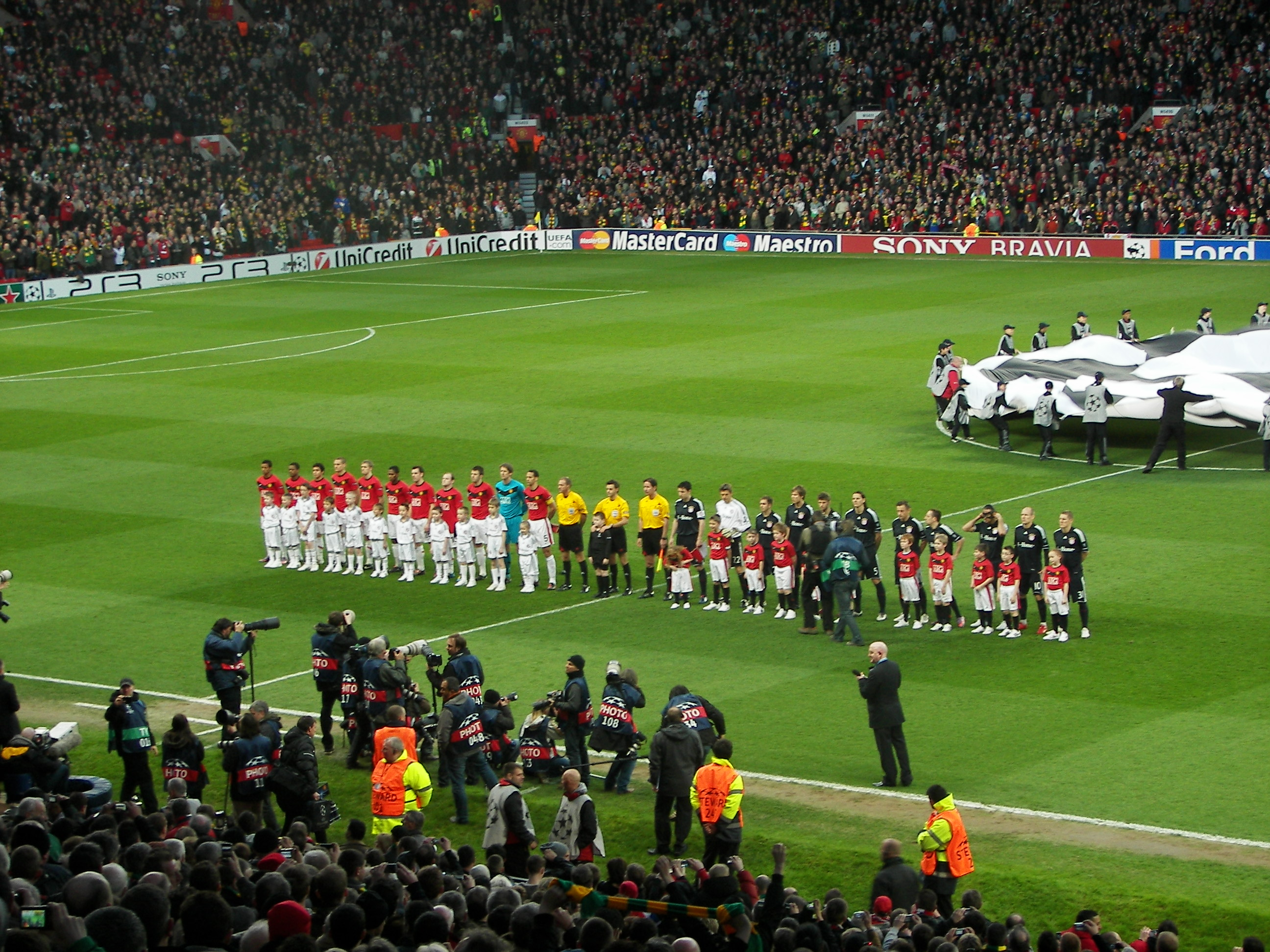
لقطة من مباراة مانشيستر يونايتد و بايرن ميونخ في موسم 2009–2010

وفي عام 2005 جرت المباراة الأكثر دراماتيكيةً وتقلباً في تاريخ هذه البطولة، فبعد أن تقدم نادي أيه سي ميلان على نظيره ليفربول بثلاثة أهداف نظيفة تمكن الأخير في وقت قياسي من إحراز التعادل حتى وصلوا إلى ركلات الترجيح، وتمكن ليفربول من إحراز الفوز باللقب وقتها. كانت سنة 2006 سنة التألق للآرسنال، ليكون النادي الإنجليزي على موعده مع أول نهائي له في البطولة، إلا أنه اصطدم بطموح نادي برشلونة المميز وقتها، ليفوز باللقب الثاني له. وتمكن ناديي أي سي ميلان ومانشستر يونايتد من إحراز لقبي 2007 و2008 حتى عاد نادي برشلونة من جديد لإحراز اللقب عام 2009، واستمر نجاحهم في البطولة التالية إلا أنهم اصطدموا بفريق إنتر ميلان الذي عاد بقوة بعد غياب 45 عامًا عن البطولة والذي أطاح بهم في المباراة قبل النهائية، واستطاع إحراز البطولة عام 2010 في النهائي أمام بايرن ميونخ. عاد برشلونة مرة أخرى ليحرز اللقب عام 2011 بعد فوزه على مانشستر يونايتد في النهائي المثير بنتيجة 3–1 ليحقق لقبه الرابع، ويتساوى في عدد الألقاب مع أياكس الهولندي. وفي عام 2012 استطاع تشيلسي الانتصار على بايرن ميونخ بركلات الترجيح ليحرز أول لقب له في تاريخ البطولة، وفي عام 2013 وبعد خسارته لنهائي 2010 و 2012 عاد نادي بايرن ميونخ من جديد لإحراز اللقب القاري للمرة الخامسة في تاريخه، وفي عام 2014 وبعد 12 سنة من الغياب عاد ريال مدريد بعد انتصاره على أتلتيكو مدريد لإحراز اللقب للمرة العاشرة في تاريخه، وفي عام 2015 تمكن نادي برشلونة من إحراز لقبه الخامس بعد فوزه على يوفنتوس بنتيجة 3–1 وفي عام 2016 تمكن ريال مدريد للمرة الحادية عشر في تاريخه بإحراز اللقب بعد فوزه على أتلتيكو مدريد بركلات الترجيح 5/3 وهي المرة الثانية الذي يتفوق فيها النادي الأبيض على غريمه أتلتيكو مدريد في نهائي دوري أبطال. ليعود النادي الملكي في 2017 للتتويج مرة أخرى للمرة الثانية على التوالي كأول نادي في تاريخ البطولة يحقق هذا الإنجاز بعد فوزه في النهائي 4–1 على يوفنتوس في كارديف. ومرةً أخرى يعود ريال مدريد في العام التالي 2018 ليُحقق فوزه الثالث على التوالي والرابع في خمسة مواسم بعد أن تغلب في نهائي الأبطال أمام نادي ليفربول بنتيجة 3–1 في كييف في أوكرانيا. وفي سنة 2019، عاد نادي ليفربول بعد خسارته بالنهائي في السنة السابقة أمام ريال مدريد ليفوز بدوري الأبطال أمام توتنهام بنتيجة 2-0 بهدفي لكل من محمد صلاح في الدقيقة 2 من ضربة جزاء، ومن ديفوك أوريجي في الدقيقة 87. عاد بايرن ميونخ ليعانق اللقب من جديد بعد غياب دام سبعة أعوام في سنة 2020 بعد فوزه على باريس سان جيرمان بهدف يتيم على ملعب دا لوز في لشبونة، في سنة 2021 حقق تشيلسي الإنجليزي اللقب الثاني له في تاريخه بعد الفوز على مانشستر سيتي بهدف يتيم على ملعب دو دراغاو في بورتو. عاد ريال مدريد مجددًا في عام 2022 ليعزز رقمه في زعامة القارة بتحقيقه اللقب الرابع عشر بعد فوزه على ليفربول بهدف يتيم على ملعب ستاد دو فرانس. في العام التالي، حقق مانشستر سيتي لقبه الأول بعد أن فاز بهدف نظيف أمام إنتر ميلان في عام 2023 على ملعب أتاتورك الأولمبي في إسطنبول في تركيا. وفي العام التالي حقق ريال مدريد القب الخامس عشر بعد ان فاز بثنائية نظيفة على بروسيا دورتموند على ملعب ويمبلي في لندن، انجلترا.

### النظام السويسري
في عام 2021 أعلن الاتحاد الأوروبي لكرة القدم تغييرًا رسميًا لنظام دوري أبطال أوروبا وزيادة عدد الفرق إلى 36 فريقًا اعتبارًا مِن عام 2024، حيث سيلعب كل فريق 8 مباريات مختلفة في مرحلة الدوري و تم إلغاء نظام الذهاب والإياب، و كل فريق سيلعب 4 مباريات على أرضه والعدد ذاته خارج أرضه.

## أحداث تاريخية

### كارثة ميونخ الجوية

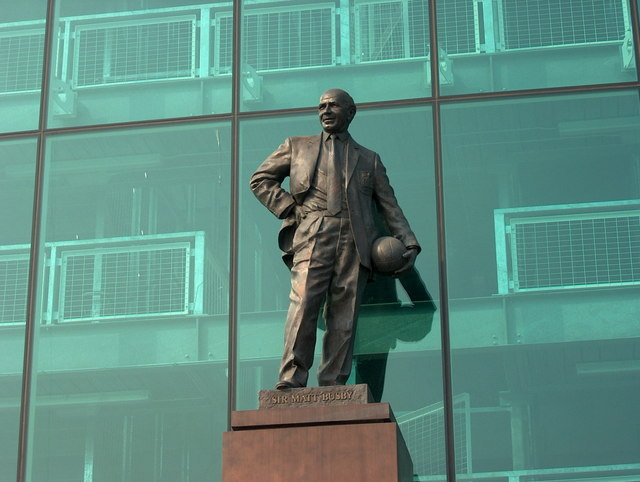
تمثال للسير مات بسبي، أحد الناجين من كارثة ميونخ الجوية، بالقرب من ملعب أولد ترافورد.

لم يكتب لفريق مانشستر يونايتد الإنجليزي العريق في الخمسينيات العمر الطويل وذلك بسبب حادثة مروّعة راح ضحيتها معظم عناصر الفريق العائد من بلغراد يوم السادس من شباط/فبراير من عام 1958، وفي هذا اليوم المشؤوم، كان مصير الرحلة الجوية المتجهة من بلغراد إلى إنجلترا التحطم فوق مدينة ميونخ الألمانية بعد اصطدامها بمنزل وانشطارها إلى نصفين، فقتل على الفور سبعة لاعبين ومدربين وصحافيين وبعض من أفراد الطاقم، كما جُرح العديد من بينهم نجم الفريق وأفضل لاعبي العالم في تلك الحقبة وهو دانكن إدواردز الذي توفي بعد 15 يوماً متأثراً بجراحه وهو لم يتجاوز الحادية والعشرين من العمر، ومن بين الناجين، كان المدرب مات بسبي الذي تعرض لجراح خطيرة وصارع طويلاً بين الحياة والموت، والنجم بوبي تشارلتون وبيل فولكس والحارس هاري غريغ، واللافت أن مانشستر يونايتد بعد عشر سنوات فاز بدوري أبطال أوروبا على حساب بنفيكا البرتغالي بقيادة بسبي وبوجود ناجيين من حادثة ميونخ، وهما فولكس وتشارلتون، الذي اختير أفضل لاعب في العالم هذا العام خصوصاً بعد قيادته إنجلترا للفوز بكأس العالم لسنة 1966.

### كارثة ملعب هيسل

كارثة ملعب هيسل عام 1985.

وقعت كارثة ملعب هيسل في بلجيكا بتاريخ 29 أيار/مايو سنة 1985، قبل بداية مباراة نهائي كأس الأندية الأوروبية البطلة لذلك العام، بين نادي ليفربول الإنجليزي ونادي يوفنتوس الإيطالي. فقد انهار جدار تحت ضغط الجمهور كنتيجة لأعمال شغب مما أسفر عن مصرع 39 شخصاً منهم 32 من مشجعي يوفنتوس، وإصابة 600 آخرين. وكان سبب الكارثة أن مجموعة كبيرة من مشجعي ليفربول قامت قبل بداية المباراة بكسر السياج الفاصل بينهم وبين جماهير منافسهم يوفنتوس، فاندفع قسم كبير من جماهير يوفنتوس إلى الجدار الصلب، بينما بقي الكثير من الأشخاص جالسين، وحصل بعض التدافع بين مشجعي الفريقين وأولئك الذين لا دخل لهم، أدّى في النهاية إلى انهيار الجدار. هرب الكثير من الجمهور إلى أعلى المدرجات حفاظًا على سلامتهم، بينما لقي الكثيرون مصرعهم أو أصيبوا إصابات بالغة. ورغم هذا تقرر لعب المباراة على الرغم من الكارثة، وذلك من أجل منع مزيد من العنف. أدّت هذه المأساة إلى حظر جميع الأندية الإنجليزية من اللعب في المسابقات الأوروبية من قبل الاتحاد الأوروبي لكرة القدم، (رفع الحظر عام 1990)، كما استبعد نادي ليفربول سنة إضافية، وتم تحويل عدد من أفراد جماهيره إلى المحاكمة بتهمة القتل غير المتعمد. وصفت الكارثة لاحقاً بأنها «الساعة الأحلك في في تاريخ منافسات الاتحاد الأوروبي».

### فضيحة مارسيليا 1993
بعد سقوطه بضربات الترجيح في نهائي بطولة سنة 1991، أمام نادي ريد ستار بلغراد اليوغوسلافي، تمكن نادي مارسيليا الفرنسي، الذي يرأسه رجل الأعمال المثير للجدل برنار تابي، من الفوز في نهائي سنة 1993، الذي أقيم في ألمانيا، على حساب ميلان الإيطالي بهدف وحيد، جاء من توقيع نجم الفريق باسيل بولي من رأسية، وكان ذلك أول فوز لأحد الأندية الفرنسية في المسابقات الأوروبية. ولم تدم فرحة الفريق المتوسطي طويلاً إذ ظهرت فضيحة الرشوة الشهيرة التي تورط بها مرسيليا مع فريق فالنسيا في الدوري، فأُسقط النادي إلى دوري الدرجة الثانية وحُرم أيضاً من المشاركة في دوري الأبطال في موسم 1993–1994.
أيضا تم إجراء فحص للمنشطات للاعبي الفريق الفرنسي بعد المباراة، وعلى الرغم من أن نتائج الفحص كانت إيجابية، وأثبتت تعاطي كل اللاعبين للمنشطات المحظورة، إلا أن سحب البطولة من النادي الفرنسي لم يحصل. وفي عام 2006 اعترف أحد اللاعبين القدامى في نادي مرسيليا، وهو جان جاك إيدلي، بتناوله المنشطات في كتابه الذي يتكلم عن مسيرته الذاتية وقامت إدارة نادي الميلان بمخاطبة الويفا من أجل إرجاع اللقب، ولا يزال النقاش حول هذا الأمر غير محسوم حتى الآن.

## ما يتعلق بالبطولة

### الكأس

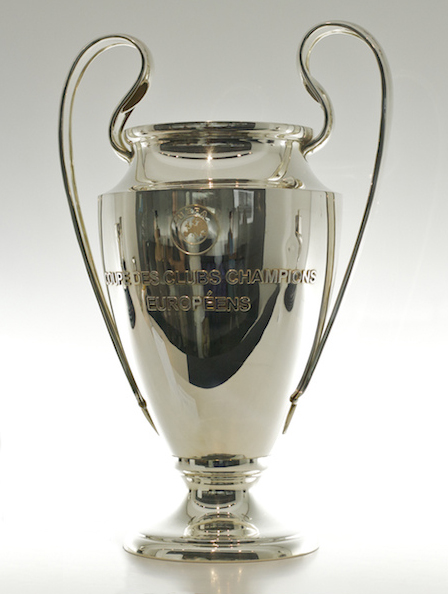
كأس دوري أبطال أوروبا الحالية

صُممت الكأس الجديدة على يد الصائغ السويسري جورج ستادلمان، الذي صبّها من الفضة الخالصة، ويبلغ وزن هذه الكأس 8 كيلوغرام، وتقدر قيمتها بنحو 10 آلاف فرنك سويسري، وقد نُقش عليها عبارة «كأس بطل الأندية الأوروبية» (بالفرنسية: COUPE DES CLUBS CHAMPIONS EUROPÉENS). يمنح البطل نسخة مقلدة عن هذه الكأس يصل وزنها إلى حوالي 80% من وزن الأصلية، ليحتفظ بها دائمًا. أما الكأس الأصلية فتعود إلى الاتحاد الأوروبي في العام التالي.
بدأ الاتحاد الأوروبي في منح الجائزة للبطل بدءً من موسم 1966–67 ويُعتبر نادي سيلتيك أول من فاز بالكأس الحديثة.

### الشعار

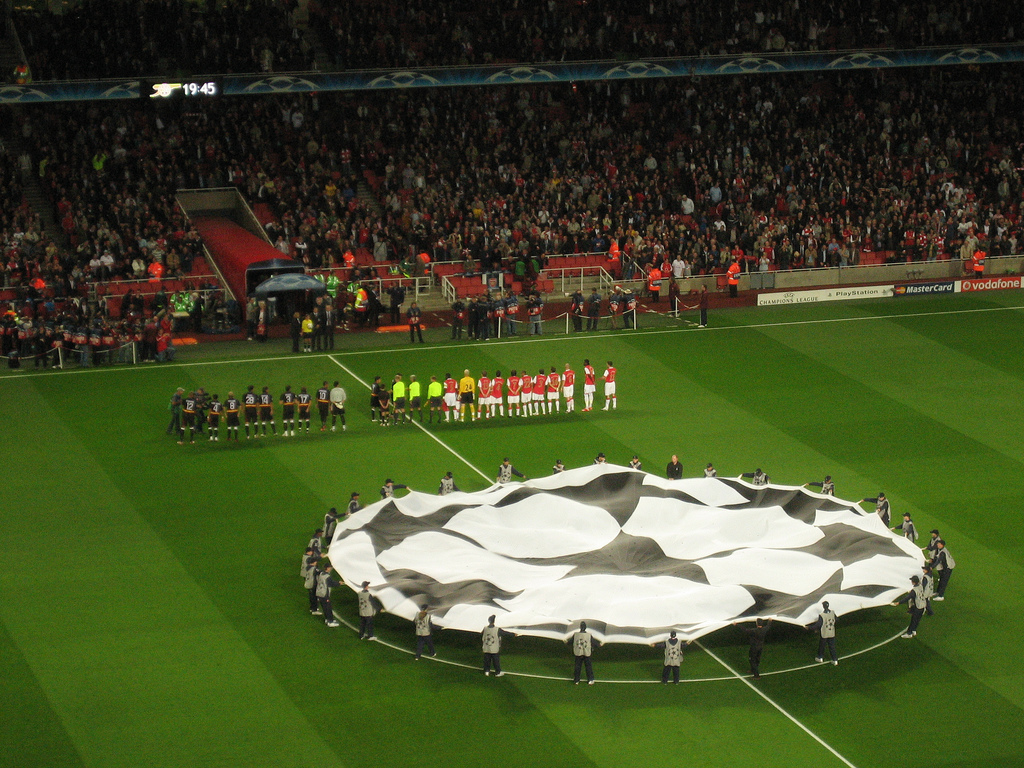
شعار البطولة، الذي يظهر قبل بداية المباريات.

صُمم شعار دوري أبطال أوروبا، المعروف باسم «كرة النجوم»، بالتوافق مع كتابة النشيد الرسمي للبطولة، وعرضا لأول مرة خلال بطولة 1992–1993. يتألف الشعار من ثمانية نجوم سوداء تمثل الأندية الثمانية التي كانت تلعب في البطولة في ذلك الوقت.

### النشيد الرسمي
هو النشيد الرسمي المستخدم في مباريات دوري أبطال أوروبا. قام بتأليفه الملحن الإنجليزي توني بريتن عام 1992، مقتبسا عدد من كلماته من أشعار جورج فريدريك هاندل «الكاهن الصادق» من أناشيد التتويج. أنشدت الأغنية في الأوركسترا الملكية في لندن بواسطة أكاديمية سان مارتن، وتم غنائها بثلاث لغات وهي: الإنجليزية والفرنسية والألمانية، وتصل مدتها إلى 4 دقائق.

### الرعاة الرسميون
علي غرار كأس العالم لكرة القدم، تقوم عدة شركات متعددة الجنسيات برعاية دوري أبطال أوروبا، على النقيض من الدوري الممتاز، والدوري الفرنسي، والدوري الإسباني، أو دوري الدرجة الأولى الإيطالي ذات الراعي الرئيسي الواحد. سًمح لثماني شركات كحد أقصى برعاية دوري أبطال أوروبا ابتداءً من عام 1992، حيث يجري تخصيص لوحات إعلانية خاصة بكل شركة في محيط الملعب، وكذلك وضع شعارها في مرحلة ما قبل وبعد المباراة وأثناء المقابلات وعلى تذاكر المباريات. وأيضا تظهر إعلاناتها التجارية قبل المباريات بشرط ألا تتعارض مع إعلانات القناة التي تتولى البث.
وبدأً من مرحلة خروج المغلوب من دوري أبطال أوروبا 2012–13 قامت اليوفا ببث الإعلانات على شاشات LED في ملاعب البطولة، وتشمل أيضا جميع المباريات حتى المباراة النهائية، وتخطط اليوفا لتطبيق التجربة أيضا مع مباريات التصفيات ودور المجموعات.
الرعاة الرئيسيون للبطولة:
- ماستركارد[38]

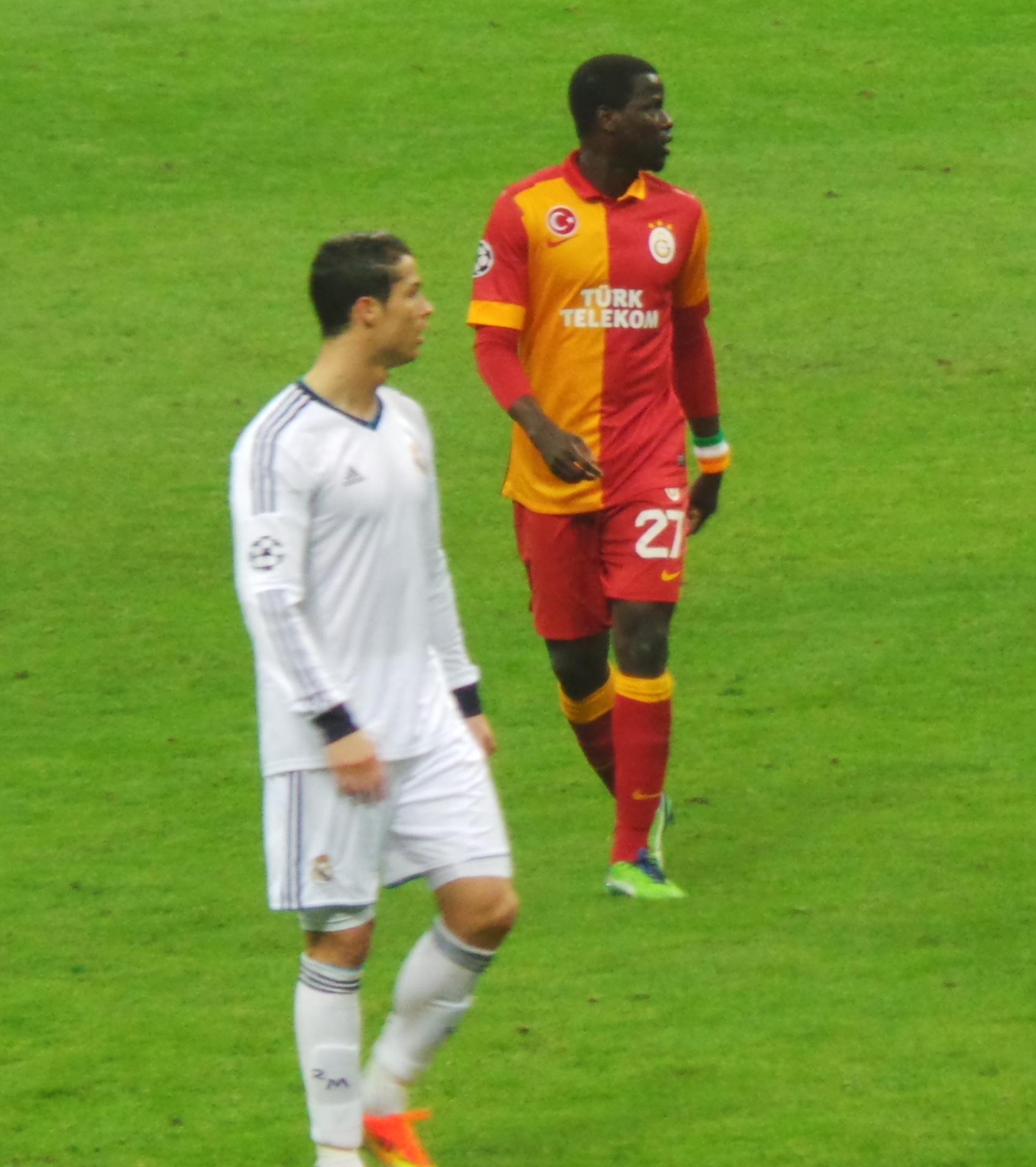
لأن تركيا تمنع إعلانات المراهنات، يلاحظ في الصورة عدم ظهور إعلان أحد رعاة نادي ريال مدريد Bwin، وذلك في المباراة يوم 9 أبريل 2013 مع غلطة سراي في إسطنبول

- سوني كمبيوتر إنترتينمنت ويتم الإعلان عن منجاتها خلال البطولة ومنها:[39]
  - بلاي ستيشن.
  - سوني إكسبريا [40]
- نيسان موتورز[41]
- غازبروم[42]
- هاينكن (فيما عدا فرنسا وكازخستان وسلوفينيا ومناطق من إسبانيا وتركيا، حيث تمنع هذه الدول إعلانات الخمور، ويتم استبدالها بإعلانات أخرى، مثل لافتات «فن الرسم بالطباشير» في النرويج، ولافتات «افتح عالمك» في كل من إسبانيا وفرنسا وسويسرا، وشعارات «لا للعنصرية» في روسيا، وشعار Respect في كلا من تركيا وكازاخستان).[43][44]
- ماستر كارد.[45][46][47]
- يونكريديتو[48]
- إتش تي سي[49]

تبرز أيضا شركة أديداس بصفتها راعيا ثانويا، حيث تقوم بصناعة الكرة المستخدمة في المباريات وغيرها من الأدوات الرياضية للبطولة، وأيضا شركة كونامي بلعبتها الشهيرة «برو إيفيلوشن سوكر» كلعبة رسمية للبطولة.
بعض الأندية أيضا تقوم بوضع إعلانات لهؤلاء الرعاة على قمصان لاعبيها، ولكن عند خوض المباراة على أرض دولة تمنع إعلانات معينة يتم استبدالها بإعلانات أخرى.

### القنوات الناقلة للبطولة

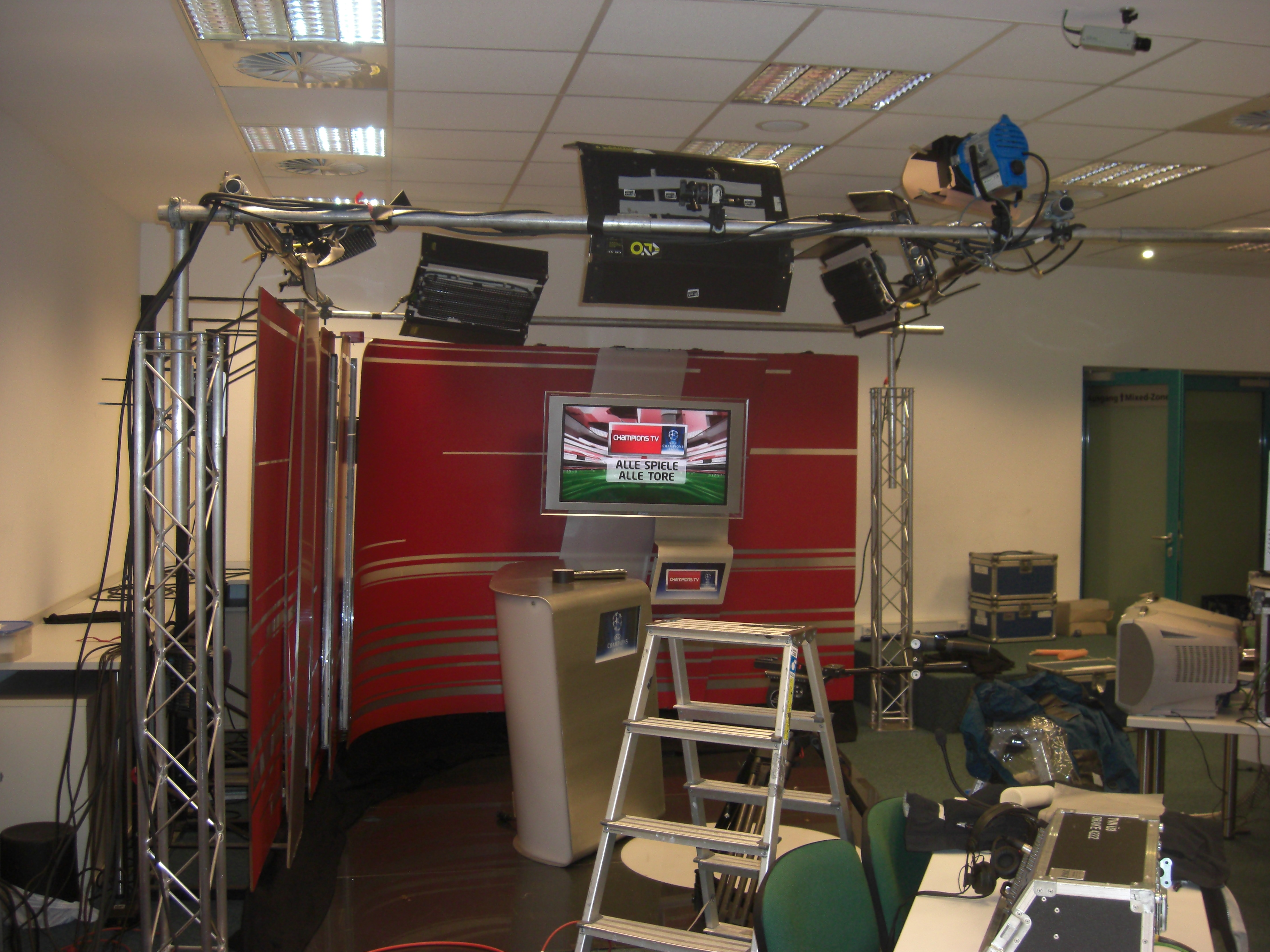
استديو البث المباشر لدوري أبطال أوروبا.

يمنح الاتحاد الأوروبي لكرة القدم حق البث التلفزيوني وفقا للمناطق، ويقوم ببيع الحقوق كاملة لشركة أو عدة شركات، والتي تقوم بدورها بتوزيعه إما على محطات أخرى أو تقوم بتوزيعها مباشرة.
يتم منح حقوق عرض مباريات دوري أبطال أوروبا مباشرة من قبل الاتحاد الأوروبي للقنوات الرسمية التي تقام فيها المباريات علي أرضها، كما يحق للدول الأعضاء في الاتحاد الأوروبي أيضا إذاعة مباراة واحدة على الأقل من كل المباريات (تشمل كلا من ليلة الثلاثاء والأربعاء)، ويجب أن تذاع على القنوات المفتوحة.
أما القنوات التي تتولى البث: TF1 في فرنسا، 20.45 CET في روسيا، محطة سكاي سبورتس التلفزيونية في المملكة المتحدة، SportTV في البرتغال، قناة بي إن سبورت في منطقة الشرق الأوسط وشمال أفريقيا، إضافة إلى قنوات أخرى مثل: TVR، SportTV، DigiSport، RTP، RAI، ITV / STV وشبكة سكاي سبورتس التلفزيونية.

### إيرادات البطولة
يتولّى الاتحاد الأوروبي لكرة القدم إدارة وتنظيم إيرادات دوري أبطال أوروبا، ومصادر هذه الإيرادات متعددة، أهمها: حقوق البث التلفزيوني والرعاة ومبيعات الهدايا..إلخ. لا تحتسب مبيعات تذاكر المباريات ضمن الإيرادات، حيث تذهب مباشرة إلى الفريق المستضيف فقط، باستثناء المباراة النهائية التي تلعب على أرض محايدة، حيث يحصل الفريقين على حصة متساوية منها. على سبيل المثال في موسم 2010 تم منح مبلغ 3.42 مليون يورو إلى كل من بايرن ميونيخ الألماني وإنتر ميلان الإيطالي، بعد أن خاضا مباراة حضرها 56,921 متفرج في ملعب سانتياغو بيرنابيو في مدريد.
ويتم توزيع العائدات التي جُمعت من قبل الاتحاد الأوروبي علي الأندية المشاركة في البطولة والأندية المشاركة في مرحلة التصفيات، وعلى الأندية التي تتبع الاتحادات الوطنية المشاركة في البطولة بنظام «التضامن»، وأيضا على الاتحادات التي لا تلعب في البطولة. وفيما يلي جدول توزيع هذه الإيرادات لموسم 2009– 2010:
| المنطقة                               | القيمة (بالمليون يورو) |
| ------------------------------------- | ---------------------- |
| أندية تلعب في البطولة                 | 746,4                  |
| أندية تلعب في مرحلة التصفيات للبطولة  | 34,4                   |
| أندية تتبع اتحادات مشاركة في البطولة  | 56,5                   |
| أندية تتبع اتحادات لا تلعب في البطولة | 11,3                   |

## نظام البطولة

سحب قرعة دوري أبطال أوروبا.

يشارك في هذه البطولة 76 نادياً من 52 دولة أوروبية تابعة للاتحاد الأوروبي لكرة القدم، فيما عدا ليختنشتاين (لأنها لا تنظم مسابقة دوري محلي). وترتب النوادي وفقاً لتصنيف الاتحاد الأوروبي لكرة القدم، الذي يُجري التقييم اعتماداً على قوة الدوري المحلي وأداء الفرق في المسابقات الأوروبية خلال السنوات الأربع الأخيرة. وبعد ذلك يحدد عدد الفرق المشاركة على النحو التالي:
- اتحادات 1–4 يتأهل منها أربعة فرق.
- اتحادات 5–6 يتأهل منها ثلاثة فرق.
- اتحادات 7–15 يتأهل منها فريقين.
- اتحادات 16–53 يتأهل منها فريق واحد (باستثناء ليختنشتاين).
- حامل اللقب السابق يمنح مدخل استثنائي إذا لم يتأهل لدوري الابطال عبر ترتيبه في الدوري المحلي، ويتأهل للبطولة على حساب آخر نادي متأهل عبر بطولته المحلية والذي يذهب لدوري أوروبا، فمثلاً لم تتمكن تشيلسي (حامل لقب 2012) من حسم أحد المراكز الأربعة في الدوري والتي تؤهل للبطولة، مما جعلها تتأهل لبطولة 2013 بينما نادي توتنهام (صاحب المركز الرابع) تأهل إلى دوري أوروبا.
- الفائز ببطولة دوري أوروبا يمنح كذلك مدخلاً إضافياً لدوري الأبطال إذا لم يتأهل عن طريق الدوري المحلي، وهذا المقعد لا يؤثر على حصة الدوري المحلي.

أدناه هو تصنيف الاتحاد الأوروبي للدول الأعضاء خلال عام 2018–2019:

### تصنيف الاتحادات
يوضع هذا الترتيب من قبل الاتحاد الأوروبي لكرة القدم كل عام، وذلك وفقاً لأداء فرق الدول الأعضاء في المسابقات الأوروبية. هذا التصنيف اعتبارا من 29 أكتوبر 2020:
| التصنيف | التصنيف | التصنيف | أعضاء الاتحاد (د: الدوري، ك: الكأس، ك.ر: كأس الرابطة) | المعامل | المعامل | المعامل | المعامل | المعامل | المعامل | الفرق | المقاعد في موسم 2022–23 | المقاعد في موسم 2022–23 | المقاعد في موسم 2022–23 | المقاعد في موسم 2022–23 |
| 2021    | 2020    | التغير  | أعضاء الاتحاد (د: الدوري، ك: الكأس، ك.ر: كأس الرابطة) | 2016–17 | 2017–18 | 2018–19 | 2019–20 | 2020–21 | Total   | الفرق | د.أ.أ                   | د.أ                     | د.م.أ                   | الإجمالي                |
| ------- | ------- | ------- | ----------------------------------------------------- | ------- | ------- | ------- | ------- | ------- | ------- | ----- | ----------------------- | ----------------------- | ----------------------- | ----------------------- |
| 1       | 1       | - —     | إسبانيا (د، ك)                                        | 20.142  | 19.714  | 19.571  | 18.928  | 5.642   | 83.997  | 7/7   | 4                       | 2                       | 1                       | 7                       |
| 2       | 2       | - —     | إنجلترا (د، ك، ك.ر)                                   | 14.928  | 20.071  | 22.642  | 18.571  | 6.500   | 82.712  | 7/7   | 4                       | 2                       | 1                       | 7                       |
| 3       | 4       | +1      | إيطاليا (د، ك)                                        | 14.250  | 17.333  | 12.642  | 14.928  | 5.571   | 64.724  | 7/7   | 4                       | 2                       | 1                       | 7                       |
| 4       | 3       | –1      | ألمانيا (د، ك)                                        | 14.571  | 9.857   | 15.214  | 18.714  | 5.071   | 63.427  | 6/7   | 4                       | 2                       | 1                       | 7                       |
| 5       | 5       | - —     | فرنسا (د، ك)                                          | 14.416  | 11.500  | 10.583  | 11.666  | 3.750   | 51.915  | 5/6   | 3                       | 2                       | 1                       | 6                       |
| 6       | 6       | - —     | البرتغال (د، ك)                                       | 8.083   | 9.666   | 10.900  | 10.300  | 4.000   | 42.949  | 3/5   | 3                       | 1                       | 2                       | 6                       |
| 7       | 7       | - —     | روسيا (د، ك)                                          | 9.200   | 12.600  | 7.583   | 4.666   | 3.166   | 37.215  | 4/6   | 2                       | 1                       | 2                       | 5                       |
| 8       | 8       | - —     | بلجيكا (د، ك)                                         | 12.500  | 2.600   | 7.800   | 7.600   | 3.800   | 34.300  | 4/5   | 2                       | 1                       | 2                       | 5                       |
| 9       | 10      | +1      | هولندا (د، ك)                                         | 9.100   | 2.900   | 8.600   | 9.400   | 3.800   | 33.800  | 4/5   | 2                       | 1                       | 2                       | 5                       |
| 10      | 12      | +2      | النمسا (د، ك)                                         | 7.375   | 9.750   | 6.200   | 5.800   | 3.500   | 32.625  | 4/5   | 2                       | 1                       | 2                       | 5                       |
| 11      | 14      | +3      | اسكتلندا (د، ك)                                       | 4.375   | 4.000   | 6.750   | 9.750   | 5.250   | 30.125  | 2/4   | 2                       | 1                       | 2                       | 5                       |
| 12      | 9       | –3      | أوكرانيا (د، ك)                                       | 5.500   | 8.000   | 5.600   | 7.200   | 3.600   | 29.900  | 3/5   | 2                       | 1                       | 2                       | 5                       |
| 13      | 11      | –2      | تركيا (د، ك)                                          | 9.700   | 6.800   | 5.500   | 5.000   | 1.900   | 28.900  | 2/5   | 2                       | 1                       | 2                       | 5                       |
| 14      | 13      | –1      | الدنمارك (د، ك)                                       | 8.500   | 5.250   | 4.875   | 5.125   | 3.625   | 27.375  | 1/4   | 2                       | 1                       | 2                       | 5                       |
| 15      | 16      | +1      | قبرص (د، ك)                                           | 5.500   | 7.000   | 6.125   | 5.125   | 3.500   | 27.250  | 1/4   | 2                       | 1                       | 2                       | 5                       |
| 16      | 19      | +3      | صربيا (د، ك)                                          | 2.875   | 6.375   | 6.000   | 6.000   | 3.500   | 24.750  | 1/4   | 1                       | 0                       | 3                       | 4                       |
| 17      | 18      | +1      | اليونان (د، ك)                                        | 5.800   | 5.100   | 5.100   | 4.900   | 3.300   | 24.200  | 3/5   | 1                       | 0                       | 3                       | 4                       |
| 18      | 17      | –1      | سويسرا (د، ك)                                         | 4.300   | 6.500   | 3.900   | 6.400   | 2.625   | 23.725  | 1/4   | 1                       | 0                       | 3                       | 4                       |
| 19      | 23      | +4      | إسرائيل (د، ك)                                        | 6.750   | 5.625   | 2.625   | 2.375   | 5.500   | 22.875  | 2/4   | 1                       | 0                       | 3                       | 4                       |
| 20      | 20      | - —     | كرواتيا (د، ك)                                        | 5.125   | 5.125   | 5.750   | 4.375   | 2.300   | 22.675  | 2/5   | 1                       | 0                       | 3                       | 4                       |
| 21      | 15      | –6      | التشيك (د، ك)                                         | 5.500   | 5.500   | 6.500   | 2.500   | 2.400   | 22.400  | 3/5   | 1                       | 0                       | 3                       | 4                       |
| 22      | 21      | –1      | السويد (د، ك)                                         | 2.750   | 5.375   | 4.125   | 5.750   | 2.500   | 20.500  | 0/4   | 1                       | 0                       | 3                       | 4                       |
| 23      | 27      | +4      | بلغاريا (د، ك)                                        | 4.250   | 4.000   | 4.000   | 4.125   | 3.250   | 19.625  | 2/4   | 1                       | 0                       | 3                       | 4                       |
| 24      | 22      | –2      | النرويج (د، ك)                                        | 1.375   | 4.000   | 5.375   | 3.750   | 4.500   | 19.000  | 1/4   | 1                       | 0                       | 3                       | 4                       |
| 25      | 28      | +3      | رومانيا (د، ك)                                        | 3.300   | 2.900   | 2.375   | 5.875   | 3.500   | 17.950  | 1/4   | 1                       | 0                       | 3                       | 4                       |
| 26      | 26      | - —     | أذربيجان (د، ك)                                       | 4.250   | 4.375   | 2.375   | 3.375   | 2.250   | 16.625  | 1/4   | 1                       | 0                       | 3                       | 4                       |
| 27      | 24      | –3      | كازاخستان (د، ك)                                      | 2.750   | 4.250   | 4.250   | 3.375   | 1.000   | 15.625  | 0/4   | 1                       | 0                       | 3                       | 4                       |
| 28      | 33      | +5      | المجر (د، ك)                                          | 1.875   | 1.625   | 3.250   | 4.500   | 4.250   | 15.500  | 1/4   | 1                       | 0                       | 3                       | 4                       |
| 29      | 25      | –4      | بيلاروسيا (د، ك)                                      | 3.000   | 3.250   | 5.000   | 2.500   | 1.500   | 15.250  | 0/4   | 1                       | 0                       | 3                       | 4                       |
| 30      | 29      | –1      | بولندا (د، ك)                                         | 3.875   | 2.875   | 2.250   | 2.125   | 3.500   | 14.625  | 1/4   | 1                       | 0                       | 3                       | 4                       |
| 31      | 32      | +1      | سلوفينيا (د، ك)                                       | 2.250   | 4.625   | 3.125   | 2.000   | 2.250   | 14.250  | 0/4   | 1                       | 0                       | 3                       | 4                       |
| 32      | 30      | –2      | سلوفاكيا (د، ك)                                       | 2.125   | 1.875   | 5.125   | 3.000   | 1.500   | 13.625  | 0/4   | 1                       | 0                       | 3                       | 4                       |
| 33      | 31      | –2      | ليختنشتاين (ك)                                        | 2.500   | 2.000   | 1.500   | 2.500   | 0.500   | 9.000   | 0/1   | 0                       | 0                       | 1                       | 1                       |
| 34      | 35      | +1      | ليتوانيا (د، ك)                                       | 0.500   | 2.375   | 2.625   | 1.625   | 1.625   | 8.750   | 0/4   | 1                       | 0                       | 3                       | 4                       |
| 35      | 34      | –1      | لوكسمبورغ (د، ك)                                      | 0.750   | 0.875   | 2.625   | 3.000   | 1.000   | 8.250   | 0/4   | 1                       | 0                       | 3                       | 4                       |
| 36      | 40      | +4      | البوسنة والهرسك (د، ك)                                | 0.500   | 1.375   | 2.000   | 1.500   | 2.625   | 8.000   | 0/4   | 1                       | 0                       | 3                       | 4                       |
| 37      | 42      | +5      | أيرلندا (د، ك)                                        | 2.625   | 1.125   | 1.000   | 1.250   | 1.875   | 7.875   | 1/4   | 1                       | 0                       | 3                       | 4                       |
| 38      | 39      | +1      | مقدونيا (د، ك)                                        | 1.250   | 3.125   | 1.000   | 0.500   | 1.750   | 7.625   | 0/4   | 1                       | 0                       | 3                       | 4                       |
| 39      | 36      | –3      | أرمينيا (د، ك)                                        | 1.125   | 0.625   | 1.500   | 2.750   | 1.375   | 7.375   | 0/4   | 1                       | 0                       | 3                       | 4                       |
| 40      | 37      | –3      | لاتفيا (د، ك)                                         | 1.375   | 0.750   | 1.625   | 2.250   | 1.375   | 7.375   | 0/4   | 1                       | 0                       | 3                       | 4                       |
| 41      | 38      | –3      | ألبانيا (د، ك)                                        | 0.875   | 2.625   | 1.000   | 0.750   | 2.000   | 7.250   | 0/4   | 1                       | 0                       | 3                       | 4                       |
| 42      | 49      | +7      | أيرلندا (د، ك)                                        | 0.500   | 0.750   | 0.500   | 2.375   | 2.833   | 6.958   | 0/3   | 1                       | 0                       | 3                       | 4                       |
| 43      | 44      | +1      | جورجيا (د، ك)                                         | 1.125   | 0.125   | 1.625   | 2.250   | 1.750   | 6.875   | 0/4   | 1                       | 0                       | 3                       | 4                       |
| 44      | 43      | –1      | فنلندا (د، ك)                                         | 1.750   | 1.250   | 0.875   | 1.625   | 1.375   | 6.875   | 0/4   | 1                       | 0                       | 3                       | 4                       |
| 45      | 41      | –4      | مولدافيا (د، ك)                                       | 0.875   | 2.750   | 1.125   | 0.750   | 1.375   | 6.875   | 0/4   | 1                       | 0                       | 3                       | 4                       |
| 46      | 45      | –1      | مالطا (د، ك)                                          | 1.250   | 1.375   | 1.500   | 0.750   | 1.500   | 6.375   | 0/4   | 1                       | 0                       | 3                       | 4                       |
| 47      | 53      | +6      | جزر فارو (د، ك)                                       | 0.375   | 0.750   | 1.125   | 1.125   | 2.750   | 6.125   | 0/4   | 1                       | 0                       | 3                       | 4                       |
| 48      | 52      | +4      | كوسوفو (د، ك)                                         | —       | 0.000   | 2.500   | 1.500   | 1.833   | 5.833   | 0/3   | 1                       | 0                       | 3                       | 4                       |
| 49      | 48      | –1      | جبل طارق (د، ك)                                       | 1.500   | 0.500   | 1.000   | 1.000   | 1.666   | 5.666   | 0/3   | 1                       | 0                       | 3                       | 4                       |
| 50      | 50      | - —     | الجبل الأسود (د، ك)                                   | 0.875   | 1.125   | 0.375   | 1.000   | 1.625   | 5.000   | 0/4   | 1                       | 0                       | 3                       | 4                       |
| 51      | 47      | –4      | ويلز (د، ك)                                           | 1.000   | 0.500   | 1.000   | 1.000   | 1.500   | 5.000   | 0/4   | 1                       | 0                       | 2                       | 3                       |
| 52      | 46      | –6      | آيسلندا (د، ك)                                        | 1.000   | 1.125   | 1.500   | 0.625   | 0.625   | 4.875   | 0/4   | 1                       | 0                       | 2                       | 3                       |
| 53      | 51      | –2      | إستونيا (د، ك)                                        | 1.375   | 0.625   | 0.500   | 0.875   | 1.375   | 4.750   | 0/4   | 1                       | 0                       | 2                       | 3                       |
| 54      | 54      | - —     | أندورا (د، ك)                                         | 0.166   | 0.166   | 0.833   | 1.500   | 0.666   | 3.331   | 0/3   | 1                       | 0                       | 2                       | 3                       |
| 55      | 55      | - —     | سان مارينو (د، ك)                                     | 0.000   | 0.166   | 0.500   | 0.000   | 0.500   | 1.166   | 0/3   | 1                       | 0                       | 2                       | 3                       |

1. 1 2  الفائز في بطولة كأس الدوري في إنجلترا يُعطى مقعد في دوري المؤتمر الأوروبي بإذن خاص من الاتحاد الأوروبي.
2. ↑  عدد الأندية النشطة في دوري أبطال أوروبا أو الدوري الأوروبي.
3. ↑  ليختنشتاين لا تنظم مسابقة دوري، وجميع أنديتها السبعة تلعب في درجات الدوري السويسري.[70][71] ونتيجةً لذلك، فإن المنافس الوحيد من ليختنشتاين في المسابقات الأوروبية هو الفائز بكأس ليختنشتاين، والذين يتأهل إلى دوري المؤتمر الأوروبي.[71]
4. ↑  كوسوفو لم تكن عضوًا في الاتحاد الأوروبي لكرة القدم حتى 13 مايو 2016.[72]

### تقسيم الأندية والأدوار

#### دور التصفيات الأولية
التالي هو قائمة الوصول الافتراضية.
|                                 |                                 | أندية تلعب هذا المرحلة | أندية متأهلة من المرحلة السابقة                                                 |
| ------------------------------- | ------------------------------- | --- | ------------------------------------------------------------------------------- |
| مرحلة التصفيات التمهدية (4 فرق) | مرحلة التصفيات التمهدية (4 فرق) | - 4 الأندية حاملة اللقب للإتحادات ذات تصنيف 52–55 |                                                                                 |
| مرحلة التصفيات الأولى (34 فرق)  | مرحلة التصفيات الأولى (34 فرق)  | - 33 الأندية حاملة اللقب للأتحادات ذات تصنيف 18–51 (باستثناء ليختنشتاين) | - فائز واحد من مرحلة التصفيات التمهدية                                          |
| مرحلة التصفيات الثانية          | الأبطال (20 فريق)               | - 3 الأندية حاملة اللقب للإتحادات ذات تصنيف 15–17 | - 17 الفائزون من مرحلة التصفيات الأولى                                          |
| مرحلة التصفيات الثانية          | الغير أبطال(6 فريق)             | - 6 الوصيف في الاتحادات ذات تصنيف 10–15 |                                                                                 |
| مرحلة التصفيات الثالثة          | الأبطال (12 فريق)               | - 2 الاندية حاملة اللقب للأتحادات ذات تصنيف 13–14 | - 10 الفائزون من مرحلة التصفيات الثانية (الأبطال)                               |
| مرحلة التصفيات الثالثة          | الغير أبطال(8 فريق)             | - 3 الوصيف في الاتحادات ذات تصنيف 7–9 - 2 الثالث في دوري التصنيف 5–6 | - 3 الفائزون من مرحلة التصفيات الثانية (الغير أبطال)                            |
| مرحلة الإقصاء                   | الأبطال (8 فريق)                | - 2 ابطال الاتحادات من 11–12 | - 6 الفائزون من مرحلة التصفيات الثالثة (أبطال)                                  |
| مرحلة الإقصاء                   | الغير أبطال (4 فرق)             | | - 4 الفائزون من مرحلة التصفيات الثانية (الغير أبطال)                            |
| مرحلة المجموعات (32 فريق)       | مرحلة المجموعات (32 فريق)       | - حامل لقب دوري أبطال أوروبا - حامل لقب الدوري الأوروبي - 10أبطال الاتحادات من تصنيف 1–10 - 6 الوصيف الاتحادات من تصنيف 1–6 - 4 الثالث الاتحادات من تصنيف 1–4 - 4 رابع الاتحادات من تصنيف 1–4 | - 4 الفائزون من مرحلة الاقصاء (أبطال) - 2 الفائزون من مرحلة الاقصاء (غير أبطال) |
| مرحلة خروج المغلوب (16 فريق)    | مرحلة خروج المغلوب (16 فريق)    | | - 8 من ابطال المجموعات - 8 وصيف المجموعات                                       |

- سيتم إجراء تغييرات على قائمة الوصول أعلاه، إذا كان حاملو لقب دوري أبطال أوروبا أو الدوري الأوروبي مؤهلين للمشاركة في البطولة من خلال مسابقاتهم المحلية.

#### دوري الإقصاء
عدد الفرق في هذا الدور 12 فريق مكونة كالآتي:
- 17 فريق وهم الفائزين في مرحلة التصفيات الثالثة (أبطال).
- 4 فريق وهم الفائزين في مرحلة التصفيات الثالثة (غير أبطال).
- 2 فرق أبطال اتحادات (تصنيف 12–13)

ويتم إجراء قرعة ويلعب كل فريق الآخر بنظام الذهاب والإياب ليتأهل منهم 6 فرق لدوري المجموعات.

#### مرحلة المجموعات
يتكون مرحلة المجموعات من 32 فريقاً يتأهل إليه على النحو التالي:
| - حامل اللقب للبطولة السابقة (يحصل على مدخل استثنائي إذا لم يتأهل عبر الدوري المحلي). - حامل لقب دوري أوروبا - حاملو اللقب (أصحاب المركز الأول) في دوري الدول من التصنيف (1 - 10). - أصحاب المراكز الثاني في دوري الدول من التصنيف (1 - 6). | - أصحاب المراكز الثالث في دوري الدول من التصنيف (1 - 4). - أصحاب المراكز الرابع في دوري الدول من التصنيف (1 - 4). - حامل لقب دوري تصنيف 11 بشرط حامل لقب النسخة السابقة لديه مقعد من دوري المشارك فيه - صاحب المركز الثالث في دوري التصنيف 5 بشرط ان تاهل بطل دوري أوروبا مباشرة - 6 فرق الفائزة في دور الأقصاء السابق. |

– وفقاً لقرار الويفا عام 2018 يتأهل حامل لقب دوري أوروبا إلى دوري الأبطال في العام التالي في دور المجموعات (في حالة عدم تأهله محلياً).
وبذلك يصبح المجموع 32 فريقاً، وتقام القرعة بينها ليتم توزيعها على 8 مجموعات، تحوي كل منها 4 أندية، مع مراعاة توزيع الأندية الكبرى. ويلعب كل فريق مع باقي فرق مجموعته مبارتي ذهاب وإياب، ويمنح الفائز 3 نقاط والتعادل نقطة والخسارة لا شيء. يتأهل صاحبا المركز الأول والثاني مباشرة إلى دور الستة عشر. أما صاحب المركز الثالث فينتقل إلى بطولة دوري أوروبا.

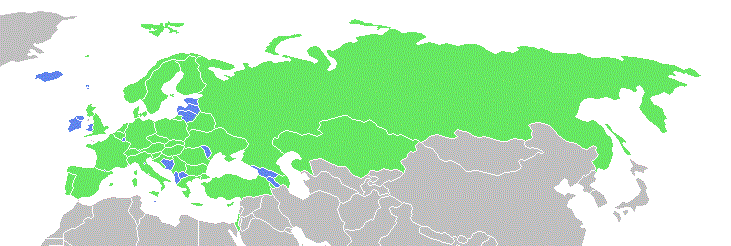
خريطة تبين البلدان التي وصلت فرقها لمرحلة المجموعات.
دول وصلت فرقها لمرحلة المجموعات.
دول لم تصل فرقها لمرحلة المجموعات.
دول لا تنتمي إلى اليويفا.

#### الأدوار النهائية
دور الستة عشر
يتم إجراء قرعة بين الفرق الستة عشر المتأهلة من دوري المجموعات، وتتميز هذه القرعة بكونها موجهة؛ بحيث لا يسمح بأن يلتقي فريقان من الفرق التي حصلت على المركز الأول في دور المجموعات (أي أن كل فريق متأهل على رأس مجموعة يقابل فريقاً من الفرق المتأهلة في المركز الثاني) كما لا يسمح بلقاء فريقين من نفس البلد في هذا الدور، كما أن الفرق المتأهلة على رأس المجموعات تحصل مسبقاً على امتياز لعب مباريات الإياب على أرضها. وتجرى بين كل اثنين من الفرق المتقابلة في هذا الدور مباراتي ذهاب وإياب، وإذا تعادل الفريقان بنفس النتيجة ذهابا وإيابا يتم اللجوء إلى الوقت الإضافي، وإذا استمر التعادل تنتقل المباراة إلى ركلات الترجيح مباشرة. ويتأهل من هذا الدور 8 فرق.

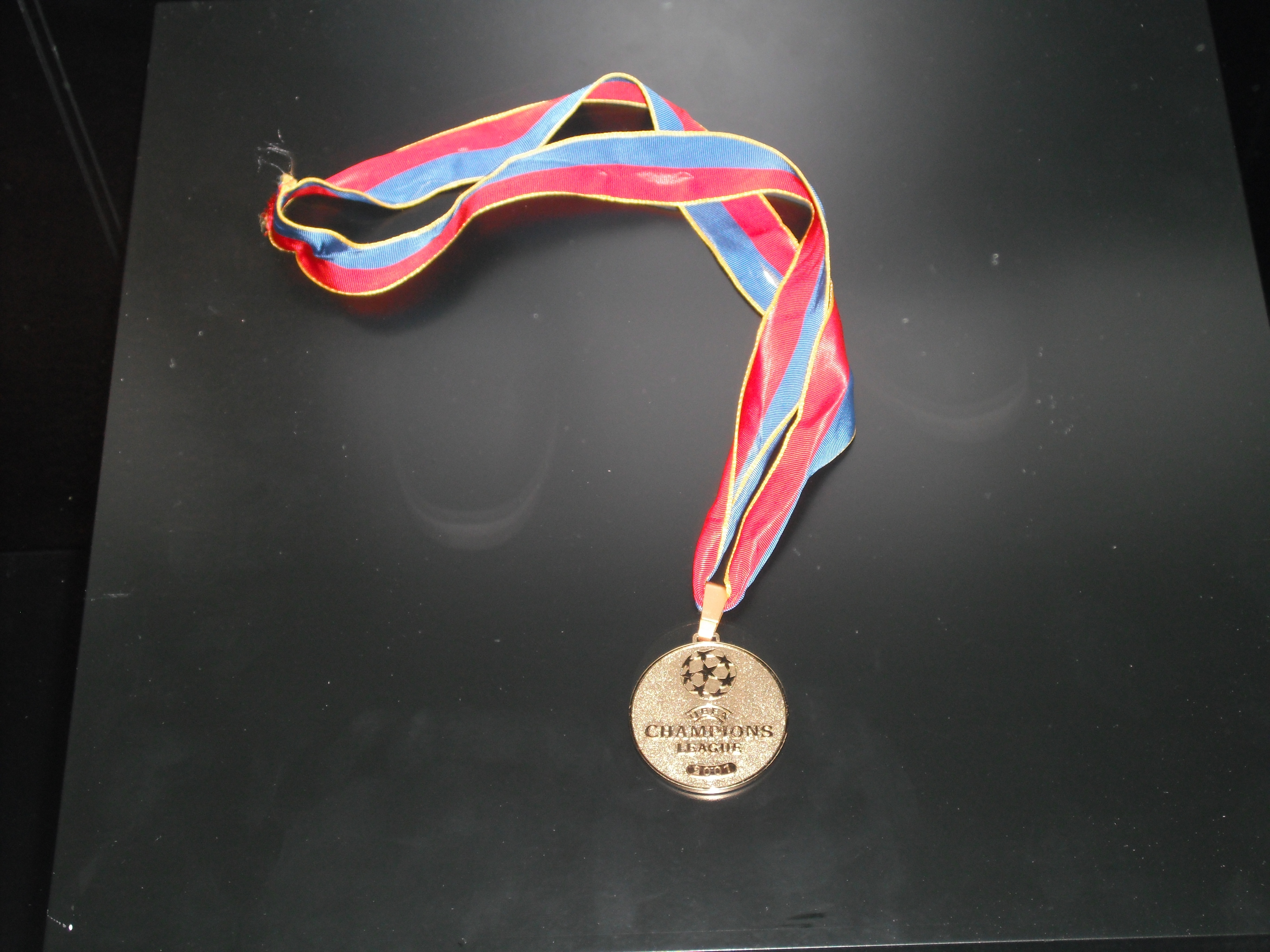
صورة الميدالية التي حصل عليها أحد اللاعبين الفائزين بالبطولة

دور الثماني (الربع نهائي)
تقام قرعة جديدة بين الفرق الثمانية المتأهلة، وهي قرعة غير موجهة عكس قرعة دور الستة عشر؛ حيث يمكن أن يلتقي فريقان من بلد واحد في هذا الدور. ويلعب كل فريق مباراتي ذهاب وإياب، وإذا تعادل الفريقان بالنتيجة ذاتها في مباراتي الذهاب والإياب يتم اللجوء إلى الوقـت الإضافي وإذا استمر التعادل تنتقل المباراة إلى ركلات الترجيح مباشرة. ويتأهل من هذا الدور 4 فرق.
دور نصف النهائي
تقام فيه قرعة بين الفرق الأربعة المتأهلة. وتلعب مباراتي ذهاب وإياب، وإذا تعادل الفريقان بالنتيجة نفسها في مباراتي الذهاب والإياب يتم اللجوء إلى الوقـت الإضافي وإذا استمر التعادل تنتقل المباراة إلى ركلات الترجيح مباشرة. ويتأهل من هذا الدور فريقان إلى النهائي.
المباراة النهائية
يقوم الاتحاد الأوروبي لكرة القدم باختيار ملعب المباراة النهائية قبل بداية كل بطولة. ويقوم أيضا باختيار كرة قدم رسمية لكل نهائي. ويلعب فيها الفريقان المتأهلان مباراة واحدة، وبحال استمر التعادل يتم اللجوء إلى وقت إضافي، وإذا استمر التعادل على الرغم من ذلك، يتم اللجوء إلى ركلات الترجيح.

## قواعد البطولة

### طريقة احتساب ترتيب الفرق
| في دور المجموعات يتم احتساب الأفضلية بين الأندية وتحديد ترتيب الفرق ومراكزها وفقا للترتيب الآتي: 1. الأعلى نقاطا 2. النتيجة المباشرة بين الفريقين 3. الأعلى في عدد الأهداف 4. الأكثر إحرازا للأهداف (إيجابية الأهداف) | في أدوار خروج المغلوب يتم احتساب الأفضلية بين الأندية وتحديد الفائز وفقا للترتيب الآتي: 1. عدد النقاط 2. فارق الأهداف 3. بحال التعادل، يتم اللجوء إلى ركلات الترجيح |

### البطاقات
- اللاعب الذي يحصل على ثلاث بطاقات صفراء في ثلاث مباريات مختلفة أو بطاقتين صفراوين في مباراة واحدة يتم منعه من لعب المباراة التالية.
- اللاعب الذي يحصل على بطاقة حمراء عاديه يتم إيقافه مباراة واحدة.
- اللاعب الذي يحصل على بطاقة حمراء نتيجة سوء سلوك منه يتم إيقافه لمدة يحددها قرار لجنة اليويفا.[84]
- بدءً من موسم 2014–15 يتم إلغاء جميع البطاقات بعد دور ربع النهائي، ويحتسب رصيد بطاقات كل لاعب من جديد في بداية دور نصف النهائي.[85]

## التحكيم

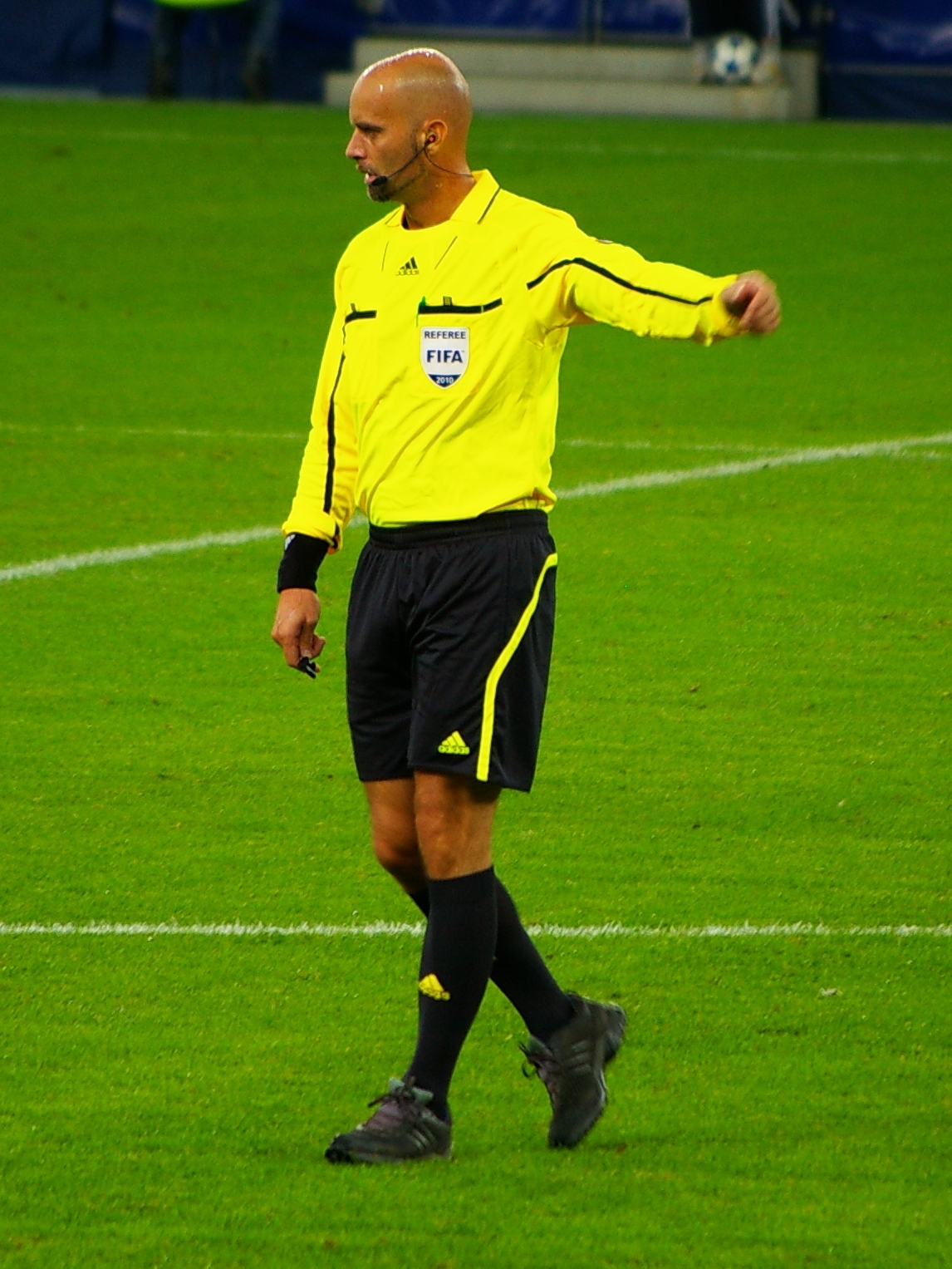
أحد الحكّام في دوري أبطال أوروبا 2010–11.

يتولى التحكيم في مباريات دوري أبطال أوروبا طاقم مكون من 6 حكام: حكم ساحة وحكمين مساعدين (حاملي الرايات) بالإضافة إلى حكمين مساعدين إضافيين وحكم رابع، هذا بعد قرار الاتحاد الأوروبي لكرة القدم عام 2010 زيادة عدد الحكام ليصل إلى 6 لتلافي الأخطاء التحكيمية القاتلة والتي حدثت أثناء كأس العالم 2010 بجنوب أفريقيا.
التصنيف
يقوم قسم الحكام في الاتحاد الأوروبي بتقسيم الحكام إلى 5 فئات على أساس الخبرة، باستثناء الحكام الفرنسيين والألمان والإنجليز والطليان والإسبان، لأن الحكام من هذه البلدان الخمسة يتسمون دائمًا بالخبرة العالية في إدارة المباريات لما يتميز به الدوري المحلي خاصتهم من تنظيم دقيق وأداء رفيع المستوى، وبالتالي يتم وضعهم مباشرة في الفئة الثالثة. بعد كل مباراة يتم تقييم أداء الحكم خلال المباراة، وتجري عملية الترقية إلى الفئة التالية مرتين كل عام. ولا يمكن أن ينتقل الحكم من الفئة الثالثة إلى فئة النخبة مباشرة.
الاختيار
لجنة التحكيم في الاتحاد الأوروبي هي المسؤولة عن اختيار الحكام للمباريات. وتقوم بذلك بالتعاون مع قسم الحكام في الاتحاد، ويتم تعيين حكام المباريات على أساس: التقييم والعلامات والعروض ومستويات اللياقة البدنية والحيادية، وتؤخذ الجنسية بعين الاعتبار، بحيث لا يكون الحكم من نفس أصول أي ناد في بلده أو يكون علي أي علاقة بهم. وتقوم لجنة الحكام في الاتحاد الأوروبي بمناقشة واختيار الحكام بعد إجراء توافق الآراء، ويبقى اسم الحكم سريا حتى قبل يومين من المباراة بغرض التقليل من تأثير الجمهور عليهم.
الشروط
منذ عام 1990، يشترط في الحكم الدولي لكرة القدم ألا يزيد سنّه عن 45 عاما، أما بعد أن يُتمّه، يجبر الحكم على الاعتزال في نهاية الموسم.أدخلت اللياقة البدنية حاليا كشرط لاختيار الحكم، مما يوجب على جميع حكام دوري أبطال الدوري اجتياز اختبار اللياقة البدنية أولا حتى يتمكنوا من التحكيم على الصعيد الدولي.

## الجوائز

### الكأس

الكأس القديمة التي حصل عليها نادي ريال مدريد مدى الحياة.

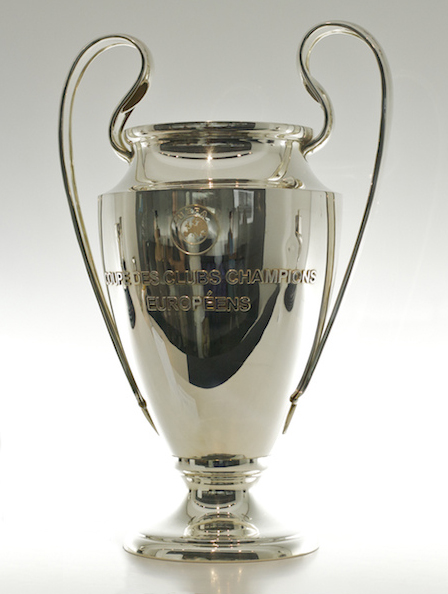
الكأس الحالية.

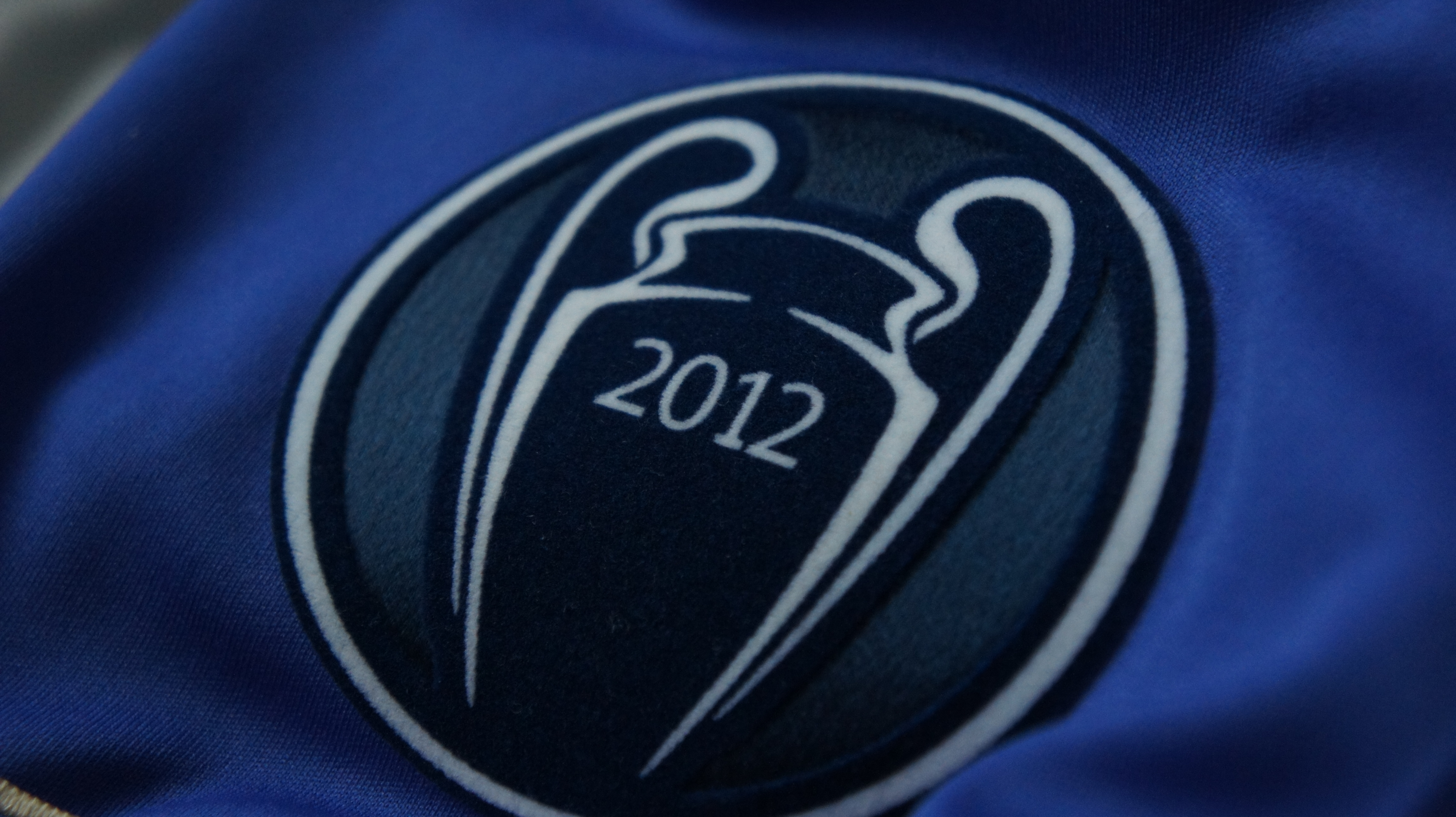
الشعار الذي يحصل عليه حامل اللقب، ويكتب فيه السنة

يرجع تاريخ أول كأس للبطولة إلى عام 1950 حيث كان هدية من صحيفة ليكيب الفرنسية. ووفقا للنظام السائد وقتها، استطاع فريق ريال مدريد امتلاك هذه الكأس مدى الحياة بعد الفوز بها للمرة السادسة عام 1967.
صُممت الكأس الجديدة على يدا الصائغ السويسري جورج ستادلمان، الذي صبّها من الفضة الخالصة، ويبلغ وزن هذه الكأس 8 كيلوغرامات، وتقدر قيمتها بنحو 10 الآف فرنك سويسري، وقد نُقش عليها عبارة «كأس بطل الأندية الأوروبية» (بالفرنسية: COUPE DES CLUBS CHAMPIONS EUROPÉENS). يمنح البطل نسخة مقلدة عن هذه الكأس يصل وزنها إلى حوالي 80% من وزن الأصلية، ليحتفظ بها دائمًا. أما الكأس الاصلية فتعود إلى الاتحاد الأوروبي في العام التالي.
قرر الاتحاد الأوروبي لكرة القدم في عام 2001 إلغاء قاعدة امتلاك النادي للكأس (المستخدمة قديما) وتم استبدالها بشعار أزرق يمنح للأندية التي تتمكن من الحصول على البطولة 3 مرات متتالية أو 5 مرات بشكل متفرق، ويسمى هذا الشعار وسام اليويفا الشرفي (بالإنجليزية: UEFA badge of honour) وقد حصل على هذا الشعار ستة أندية مرتبة حسب أقدمية الحصول علية هي ريال مدريد أياكس بايرن ميونيخ ميلان ليفربول وبرشلونة.

### المزايا
يحصل حامل اللقب على عدة مزايا حصرية، وهي:
- فرصة اللعب مرة أخرى في البطولة التالية، ويتأهل مباشرة إلى دور المجموعات (إذا لم يتأهل عن طريق الدوري المحلي).[78]
- يلعب في مباراة كأس السوبر الأوروبي مع حامل لقب دوري أوروبا.[91]
- يتأهل إلى كأس العالم للأندية لكرة القدم والتي ينظمها الاتحاد الدولي لكرة القدم لأبطال القارات كل عام.[92]

### الجوائز المالية
تمنح جوائز مالية لجميع الفرق التي تتأهل للبطولة، وفي عام 2010–11 كانت جوائز الاتحاد الأوروبي كالآتي:
2.1 مليون يورو لمن يصل إلى دور التصفية، وتمنح 3.9 ملايين يورو لمن يصل إلى دور المجموعات بالإضافة إلى 550 ألف يورو لكل مباراة. ويتم منح الفائز في دوري المجموعات 800 ألف يورو، أما عند التعادل فيمنح 400 ألف يورو.
أما جوائز الأدوار النهائية فتبلغ 3 ملايين يورو لمن يصل إلى دور الستة عشر و 3.3 ملايين يورو للفريق الذي يصل إلى ربع النهائي و 4.2 مليون يورو للفريق الذي يصل إلى نصف النهائي، و 5.6 مليون يورو لصاحب مركز الوصيف، و 9 مليون يورو للفائز باللقب.
أيضا هناك جزء كبير من العائدات يتم توزيعها حسب نسب المشاهدات التلفزيونية في كل الدول، بما يعرف باسم «سوق المشاهدة»، ففي موسم 2008–2009 حصل كل من مانشستر يونايتد وبايرن ميونيخ الألماني، الذان بلغا النهائي وربع النهائي على التوالي، على أكبر نسبة مشاهدة، رغم أن نادي برشلونة هو من فاز باللقب.
| النوع                       | النوع                                | المبلغ (بالمليون يورو) | المجموع       | المجموع       |
| --------------------------- | ------------------------------------ | ---------------------- | ------------- | ------------- |
| تذهب إلى الاتحادات الرياضية | تذهب إلى الاتحادات الرياضية          | 7,1                    | 227,2 (30,4%) | 227,2 (30,4%) |
| الفرق المشاركة              | الفرق في دور المجموعات               | 0,4 إلى 0,8            | 76,8          | 181,4 (24,3%) |
| الفرق المشاركة              | الفرق التي تصل دور الستة عشر         | 3,0                    | 48,0          | 181,4 (24,3%) |
| الفرق المشاركة              | الفرق التي تصل إلى الدور ربع النهائي | 3,3                    | 26,4          | 181,4 (24,3%) |
| الفرق المشاركة              | الفرق التي تصل دور نصف النهائي       | 4,0                    | 16,0          | 181,4 (24,3%) |
| الفرق المشاركة              | مركز الوصيف                          | 5,2                    | 5,2           | 181,4 (24,3%) |
| الفرق المشاركة              | الفائز باللقب                        | 9.0                    | 9.0           | 181,4 (24,3%) |
| حقوق البث التلفزيوني        | حقوق البث التلفزيوني                 | حسب البلدان            | 337,8 (45,3%) | 337,8 (45,3%) |
| المجموع                     | المجموع                              | المجموع                | 746,4 (100%)  | 746,4 (100%)  |

## نهائيات البطولة
| رقم                                           | السنة                                         | البطل(ترتيب اللقب)                            | الوصيف                                        | الأهداف                                       | المكان                                        | ملاحظات                                       |
| كأس الأندية الأوروبية للأبطال (النظام القديم) | كأس الأندية الأوروبية للأبطال (النظام القديم) | كأس الأندية الأوروبية للأبطال (النظام القديم) | كأس الأندية الأوروبية للأبطال (النظام القديم) | كأس الأندية الأوروبية للأبطال (النظام القديم) | كأس الأندية الأوروبية للأبطال (النظام القديم) | كأس الأندية الأوروبية للأبطال (النظام القديم) |
| --------------------------------------------- | --------------------------------------------- | --------------------------------------------- | --------------------------------------------- | --------------------------------------------- | --------------------------------------------- | --------------------------------------------- |
| 1                                             | 1956                                          | ريال مدريد (1)                                | ستاد ريمس                                     | 4–3                                           | بارك دي برنس، باريس                           |                                               |
| 2                                             | 1957                                          | ريال مدريد (2)                                | فيورنتينا                                     | 2–0                                           | سانتياغو بيرنابيو، مدريد                      |                                               |
| 3                                             | 1958                                          | ريال مدريد (3)                                | ميلان                                         | 3–2                                           | الملك بودوان، بروكسل                          | وقت إضافي                                     |
| 4                                             | 1959                                          | ريال مدريد (4)                                | ستاد ريمس                                     | 2–0                                           | نيكار، شتوتغارت                               |                                               |
| 5                                             | 1960                                          | ريال مدريد (5)                                | آينتراخت فرانكفورت                            | 7–3                                           | هامبدن بارك، غلاسكو                           |                                               |
| 6                                             | 1961                                          | بنفيكا (1)                                    | برشلونة                                       | 3–2                                           | وانكدورف، برن                                 |                                               |
| 7                                             | 1962                                          | بنفيكا (2)                                    | ريال مدريد                                    | 5–3                                           | أولمبيك أمستردام، أمستردام                    |                                               |
| 8                                             | 1963                                          | ميلان (1)                                     | بنفيكا                                        | 2–1                                           | ويمبلي، لندن                                  |                                               |
| 9                                             | 1964                                          | إنتر ميلان (1)                                | ريال مدريد                                    | 3–1                                           | إرنست هابل، فيينا                             |                                               |
| 10                                            | 1965                                          | إنتر ميلان (2)                                | بنفيكا                                        | 1–0                                           | سان سيرو، ميلانو                              |                                               |
| 11                                            | 1966                                          | ريال مدريد (6)                                | بارتيزان                                      | 2–1                                           | الملك بودوان، بروكسل                          |                                               |
| 12                                            | 1967                                          | سيلتيك (1)                                    | إنتر ميلان                                    | 2–1                                           | ستاديو ناسيونال، لشبونة                       |                                               |
| 13                                            | 1968                                          | مانشستر يونايتد (1)                           | بنفيكا                                        | 4–1                                           | ويمبلي، لندن                                  | وقت إضافي                                     |
| 14                                            | 1969                                          | ميلان (2)                                     | أياكس                                         | 4–1                                           | سانتياغو بيرنابيو، مدريد                      |                                               |
| 15                                            | 1970                                          | فينورد (1)                                    | سيلتيك                                        | 2–1                                           | سان سيرو، ميلانو                              | وقت إضافي                                     |
| 16                                            | 1971                                          | أياكس (1)                                     | باناثينايكوس                                  | 2–0                                           | ويمبلي، لندن                                  |                                               |
| 17                                            | 1972                                          | أياكس (2)                                     | إنتر ميلان                                    | 2–0                                           | ستاد فينورد، روتردام                          |                                               |
| 18                                            | 1973                                          | أياكس (3)                                     | يوفنتوس                                       | 1–0                                           | ريد ستار، بلغراد                              |                                               |
| 19                                            | 1974                                          | بايرن ميونخ (1)                               | أتلتيكو مدريد                                 | 4–0                                           | الملك بودوان، بروكسل                          | تم إعادة المباراة                             |
| 20                                            | 1975                                          | بايرن ميونخ (2)                               | ليدز يونايتد                                  | 2–0                                           | بارك دي برنس، باريس                           |                                               |
| 21                                            | 1976                                          | بايرن ميونخ (3)                               | سانت إتيان                                    | 1–0                                           | هامبدن بارك، غلاسكو                           |                                               |
| 22                                            | 1977                                          | ليفربول (1)                                   | بوروسيا مونشنغلادباخ                          | 3–1                                           | الأولمبيكو، روما                              |                                               |
| 23                                            | 1978                                          | ليفربول (2)                                   | كلوب بروج                                     | 1–0                                           | ويمبلي، لندن                                  |                                               |
| 24                                            | 1979                                          | نوتنغهام فورست (1)                            | مالمو                                         | 1–0                                           | أولمبيك ميونخ، ميونخ                          |                                               |
| 25                                            | 1980                                          | نوتنغهام فورست (2)                            | هامبورغ                                       | 1–0                                           | سانتياغو بيرنابيو، مدريد                      |                                               |
| 26                                            | 1981                                          | ليفربول (3)                                   | ريال مدريد                                    | 1–0                                           | بارك دي برنس، باريس                           |                                               |
| 27                                            | 1982                                          | أستون فيلا (1)                                | بايرن ميونخ                                   | 1–0                                           | ستاد فينورد، روتردام                          |                                               |
| 28                                            | 1983                                          | هامبورغ (1)                                   | يوفنتوس                                       | 1–0                                           | أولمبيك أثينا، أثينا                          |                                               |
| 29                                            | 1984                                          | ليفربول (4)                                   | روما                                          | 1–1                                           | الأولمبيكو، روما                              | 4–2 ضربات ترجيح                               |
| 30                                            | 1985                                          | يوفنتوس (1)                                   | ليفربول                                       | 1–0                                           | الملك بودوان، بروكسل                          |                                               |
| 31                                            | 1986                                          | ستيوا بوخارست (1)                             | برشلونة                                       | 0–0                                           | رامون سانشيز بيزخوان، إشبيلية                 | 2–0 ضربات ترجيح                               |
| 32                                            | 1987                                          | بورتو (1)                                     | بايرن ميونخ                                   | 2–1                                           | إرنست هابل، فيينا                             |                                               |
| 33                                            | 1988                                          | آيندهوفن (1)                                  | بنفيكا                                        | 0–0                                           | نيكار، شتوتغارت                               | 6–5 ضربات ترجيح                               |
| 34                                            | 1989                                          | ميلان (3)                                     | ستيوا بوخارست                                 | 4–0                                           | كامب نو، برشلونة                              |                                               |
| 35                                            | 1990                                          | ميلان (4)                                     | بنفيكا                                        | 1–0                                           | إرنست هابل، فيينا                             |                                               |
| 36                                            | 1991                                          | النجم الأحمر (1)                              | مارسيليا                                      | 0–0                                           | سان نيكولا، باري                              | 5–3 ضربات ترجيح                               |
| 37                                            | 1992                                          | برشلونة (1)                                   | سامبدوريا                                     | 1–0                                           | ويمبلي، لندن                                  | وقت إضافي                                     |
| دوري أبطال أوروبا (النظام الحالي)             |                                               |                                               |                                               |                                               |                                               |                                               |
| 38                                            | 1993                                          | مارسيليا (1)                                  | ميلان                                         | 1–0                                           | أولمبيك ميونخ، ميونخ                          |                                               |
| 39                                            | 1994                                          | ميلان (5)                                     | برشلونة                                       | 4–0                                           | أولمبيك أثينا، أثينا                          |                                               |
| 40                                            | 1995                                          | أياكس (4)                                     | ميلان                                         | 1–0                                           | إرنست هابل، فيينا                             |                                               |
| 41                                            | 1996                                          | يوفنتوس (2)                                   | أياكس                                         | 1–1                                           | الأولمبيكو، روما                              | 4–2 ضربات ترجيح                               |
| 42                                            | 1997                                          | بوروسيا دورتموند (1)                          | يوفنتوس                                       | 3–1                                           | أولمبيك ميونخ، ميونخ                          |                                               |
| 43                                            | 1998                                          | ريال مدريد (7)                                | يوفنتوس                                       | 1–0                                           | أمستردام أرينا، أمستردام                      |                                               |
| 44                                            | 1999                                          | مانشستر يونايتد (2)                           | بايرن ميونخ                                   | 2–1                                           | كامب نو، برشلونة                              |                                               |
| 45                                            | 2000                                          | ريال مدريد (8)                                | فالنسيا                                       | 3–0                                           | دو فرانس، سان دوني                            |                                               |
| 46                                            | 2001                                          | بايرن ميونخ (4)                               | فالنسيا                                       | 1–1                                           | سان سيرو، ميلانو                              | 5–4 ضربات ترجيح                               |
| 47                                            | 2002                                          | ريال مدريد (9)                                | باير ليفركوزن                                 | 2–1                                           | هامبدن بارك، غلاسكو                           |                                               |
| 48                                            | 2003                                          | ميلان (6)                                     | يوفنتوس                                       | 0–0                                           | أولد ترافورد، مانشستر                         | 3–2 ضربات ترجيح                               |
| 49                                            | 2004                                          | بورتو (2)                                     | موناكو                                        | 3–0                                           | فيلتينس أرينا، غيلسنكيرشن                     |                                               |
| 50                                            | 2005                                          | ليفربول (5)                                   | ميلان                                         | 3–3                                           | أتاتورك الأولمبي، إسطنبول                     | 3–2 ضربات ترجيح                               |
| 51                                            | 2006                                          | برشلونة (2)                                   | أرسنال                                        | 2–1                                           | دو فرانس، سان دوني                            |                                               |
| 52                                            | 2007                                          | ميلان (7)                                     | ليفربول                                       | 2–1                                           | أولمبيك أثينا، أثينا                          |                                               |
| 53                                            | 2008                                          | مانشستر يونايتد (3)                           | تشيلسي                                        | 1–1                                           | لوجنيكي، موسكو                                | 6–5 ضربات ترجيح                               |
| 54                                            | 2009                                          | برشلونة (3)                                   | مانشستر يونايتد                               | 2–0                                           | الأولمبيكو، روما                              |                                               |
| 55                                            | 2010                                          | إنتر ميلان (3)                                | بايرن ميونخ                                   | 2–0                                           | سانتياغو بيرنابيو، مدريد                      |                                               |
| 56                                            | 2011                                          | برشلونة (4)                                   | مانشستر يونايتد                               | 3–1                                           | ويمبلي، لندن                                  |                                               |
| 57                                            | 2012                                          | تشيلسي (1)                                    | بايرن ميونخ                                   | 1–1                                           | أليانز أرينا، ميونخ                           | 4–3 ضربات ترجيح                               |
| 58                                            | 2013                                          | بايرن ميونخ (5)                               | بوروسيا دورتموند                              | 2–1                                           | ويمبلي، لندن                                  |                                               |
| 59                                            | 2014                                          | ريال مدريد (10)                               | أتلتيكو مدريد                                 | 4–1 (1–1)                                     | دا لوز، لشبونة                                | وقت إضافي                                     |
| 60                                            | 2015                                          | برشلونة (5)                                   | يوفنتوس                                       | 3–1                                           | أولمبيك برلين، برلين                          |                                               |
| 61                                            | 2016                                          | ريال مدريد (11)                               | أتلتيكو مدريد                                 | 1–1                                           | سان سيرو، ميلانو                              | 5–3 ضربات ترجيح                               |
| 62                                            | 2017                                          | ريال مدريد (12)                               | يوفنتوس                                       | 4–1                                           | الألفية، كارديف                               |                                               |
| 63                                            | 2018                                          | ريال مدريد (13)                               | ليفربول                                       | 3–1                                           | الأولمبيسكي، كييف                             |                                               |
| 64                                            | 2019                                          | ليفربول (6)                                   | توتنهام                                       | 2–0                                           | واندا ميتروبوليتانو، مدريد                    |                                               |
| 65                                            | 2020                                          | بايرن ميونخ (6)                               | باريس سان جيرمان                              | 1–0                                           | دا لوز، لشبونة                                |                                               |
| 66                                            | 2021                                          | تشيلسي (2)                                    | مانشستر سيتي                                  | 1–0                                           | دو دراغاو، بورتو                              |                                               |
| 67                                            | 2022                                          | ريال مدريد (14)                               | ليفربول                                       | 1–0                                           | دو فرانس، سان دوني                            |                                               |
| 68                                            | 2023                                          | مانشستر سيتي (1)                              | إنتر ميلان                                    | 1–0                                           | أتاتورك الأولمبي، إسطنبول                     |                                               |
| 69                                            | 2024                                          | ريال مدريد (15)                               | بوروسيا دورتموند                              | 2–0                                           | ويمبلي، لندن                                  |                                               |
| 70                                            | 2025                                          | باريس سان جيرمان (1)                          | إنتر ميلان                                    | 5–0                                           | أليانز أرينا، ميونخ                           |                                               |

## الأكثر تتويجًا

### حسب الأندية
- ترتيب الاندية مبني على: (1) عدد البطولات (2) عدد مرات الوصافة (3) أسبقية الفوز بالبطولة.

| النادي               | عدد مرات تحقيق اللقب | عدد مرات تحقيق الوصافة | عدد مرات الوصول للنهائي | سنوات تحقيق اللقب                                                                          | سنوات تحقيق الوصافة                        |
| -------------------- | -------------------- | ---------------------- | ----------------------- | ------------------------------------------------------------------------------------------ | ------------------------------------------ |
| ريال مدريد           | 15                   | 3                      | 18                      | (1956، 1957، 1958، 1959، 1960، 1966، 1998، 2000، 2002، 2014، 2016، 2017، 2018، 2022، 2024) | (1962، 1964، 1981)                         |
| ميلان                | 7                    | 4                      | 11                      | (1963، 1969، 1989، 1990، 1994، 2003، 2007)                                                 | (1958، 1993، 1995، 2005)                   |
| بايرن ميونخ          | 6                    | 5                      | 11                      | (1974، 1975، 1976، 2001، 2013، 2020)                                                       | (1982، 1987، 1999، 2010، 2012)             |
| ليفربول              | 6                    | 4                      | 10                      | (1977، 1978، 1981، 1984، 2005، 2019)                                                       | (1985، 2007، 2018، 2022)                   |
| برشلونة              | 5                    | 3                      | 8                       | (1992، 2006، 2009، 2011، 2015)                                                             | (1961، 1986، 1994)                         |
| أياكس                | 4                    | 2                      | 6                       | (1971، 1972، 1973، 1995)                                                                   | (1969، 1996)                               |
| إنتر ميلان           | 3                    | 4                      | 7                       | (1964، 1965، 2010)                                                                         | (1967، 1972، 2023، 2025)                   |
| مانشستر يونايتد      | 3                    | 2                      | 5                       | (1968، 1999، 2008)                                                                         | (2009، 2011)                               |
| يوفنتوس              | 2                    | 7                      | 9                       | (1985، 1996)                                                                               | (1973، 1983، 1997، 1998، 2003، 2015، 2017) |
| بنفيكا               | 2                    | 5                      | 7                       | (1961، 1962)                                                                               | (1963، 1965، 1968، 1988، 1990)             |
| تشيلسي               | 2                    | 1                      | 3                       | (2012، 2021)                                                                               | (2008)                                     |
| نوتينغهام فورست      | 2                    | 0                      | 2                       | (1979، 1980)                                                                               | –                                          |
| بورتو                | 2                    | 0                      | 2                       | (1987، 2004)                                                                               | –                                          |
| بوروسيا دورتموند     | 1                    | 2                      | 3                       | (1997)                                                                                     | (2013، 2024)                               |
| سلتيك                | 1                    | 1                      | 2                       | (1967)                                                                                     | (1970)                                     |
| هامبورغ              | 1                    | 1                      | 2                       | (1983)                                                                                     | (1980)                                     |
| ستيوا بوخارست        | 1                    | 1                      | 2                       | (1986)                                                                                     | (1989)                                     |
| مارسيليا             | 1                    | 1                      | 2                       | (1993)                                                                                     | (1991)                                     |
| مانشستر سيتي         | 1                    | 1                      | 2                       | (2023)                                                                                     | (2021)                                     |
| باريس سان جيرمان     | 1                    | 1                      | 2                       | (2025)                                                                                     | (2020)                                     |
| فيينورد              | 1                    | 0                      | 1                       | (1970)                                                                                     | –                                          |
| أستون فيلا           | 1                    | 0                      | 1                       | (1982)                                                                                     | –                                          |
| آيندهوفن             | 1                    | 0                      | 1                       | (1988)                                                                                     | –                                          |
| النجم الأحمر         | 1                    | 0                      | 1                       | (1991)                                                                                     | –                                          |
| أتلتيكو مدريد        | 0                    | 3                      | 3                       | –                                                                                          | (1974، 2014، 2016)                         |
| ستاد ريمس            | 0                    | 2                      | 2                       | –                                                                                          | (1956، 1959)                               |
| فالنسيا              | 0                    | 2                      | 2                       | –                                                                                          | (2000، 2001)                               |
| فيورنتينا            | 0                    | 1                      | 1                       | –                                                                                          | (1957)                                     |
| آينتراخت فرانكفورت   | 0                    | 1                      | 1                       | –                                                                                          | (1960)                                     |
| بارتيزان             | 0                    | 1                      | 1                       | –                                                                                          | (1966)                                     |
| ليدز يونايتد         | 0                    | 1                      | 1                       | –                                                                                          | (1975)                                     |
| سانت إتيان           | 0                    | 1                      | 1                       | –                                                                                          | (1976)                                     |
| بوروسيا مونشنغلادباخ | 0                    | 1                      | 1                       | –                                                                                          | (1977)                                     |
| كلوب بروج            | 0                    | 1                      | 1                       | –                                                                                          | (1978)                                     |
| مالمو                | 0                    | 1                      | 1                       | –                                                                                          | (1979)                                     |
| روما                 | 0                    | 1                      | 1                       | –                                                                                          | (1984)                                     |
| سامبدوريا            | 0                    | 1                      | 1                       | –                                                                                          | (1992)                                     |
| بايرن ليفركوزن       | 0                    | 1                      | 1                       | –                                                                                          | (2002)                                     |
| موناكو               | 0                    | 1                      | 1                       | –                                                                                          | (2004)                                     |
| آرسنال               | 0                    | 1                      | 1                       | –                                                                                          | (2006)                                     |
| توتنهام              | 0                    | 1                      | 1                       | –                                                                                          | (2019)                                     |

المصادر:

### سجل الأبطال حسب الدول
تاريخ التحديث: 1 يونيو 2025
| الترتيب | الدول      | مرات البطولة | مرات الوصافة | الأبطال                                                                                             | الوصفاء |
| ------- | ---------- | ------------ | ------------ | --------------------------------------------------------------------------------------------------- | --- |
| 1       | إسبانيا    | 20           | 11           | ريال مدريد (15)، برشلونة (5)                                                                        | ريال مدريد (3)، برشلونة (3)، أتلتيكو مدريد (3)، فالنسيا (2)                                                                |
| 2       | إنجلترا    | 15           | 11           | ليفربول (6)، مانشستر يونايتد (3)، نوتينغهام فورست (2)، تشيلسي (2)، أستون فيلا (1)، مانشستر سيتي (1) | ليفربول (4)، مانشستر يونايتد (2)، ليدز يونايتد (1) آرسنال (1)، تشيلسي (1)، توتنهام (1)، مانشستر سيتي (1)                   |
| 3       | إيطاليا    | 12           | 18           | ميلان (7)، إنتر (3)، يوفنتوس (2)                                                                    | يوفنتوس (7)، ميلان (4)، إنتر (4)، روما (1)، فيورنتينا (1)، سامبدوريا (1)                                                   |
| 4       | ألمانيا    | 8            | 11           | بايرن ميونخ (6)، بوروسيا دورتموند (1)، هامبورغ (1)                                                  | بايرن ميونخ (5)، بوروسيا دورتموند (2)، هامبورغ (1)، آينتراخت فرانكفورت (1)، بوروسيا مونشنغلادباخ (1)، باير 04 ليفركوزن (1) |
| 5       | هولندا     | 6            | 2            | أياكس (4)، آيندهوفن (1)، فيينورد (1)                                                                | أياكس (2) |
| 6       | البرتغال   | 4            | 5            | بنفيكا (2)، بورتو (2)                                                                               | بنفيكا (5) |
| 7       | فرنسا      | 2            | 6            | مارسيليا (1)، باريس سان جيرمان (1)                                                                  | ستاد ريمس (2)، أولمبيك مارسيليا (1)، سانت إتيان (1)، موناكو (1)، باريس سان جيرمان (1)                                      |
| 8       | إسكتلندا   | 1            | 1            | سلتيك (1)                                                                                           | سلتيك (1) |
| 8       | يوغوسلافيا | 1            | 1            | النجم الأحمر (1)                                                                                    | بارتيزان (1) |
| 8       | رومانيا    | 1            | 1            | ستيوا بوخارست (1)                                                                                   | ستيوا بوخارست (1) |
| 11      | اليونان    | 0            | 1            | –                                                                                                   | باناثينايكوس (1) |
| 11      | بلجيكا     | 0            | 1            | –                                                                                                   | كلوب بروج (1) |
| 11      | السويد     | 0            | 1            | –                                                                                                   | مالمو (1) |

## السجلات

### أكثر اللاعبين تحقيقًا للبطولة

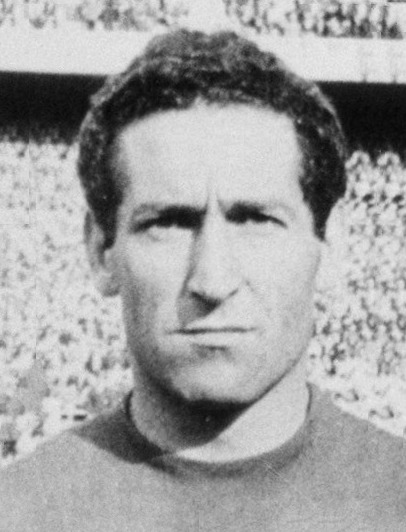
باكو خينتو أول لاعب من أصل خمسة لاعبين يحقق اللقب ستة مرات.

| عدد المرات | اللاعب              | الأندية                                                                        |
| ---------- | ------------------- | ------------------------------------------------------------------------------ |
| 6          | باكو خينتو          | ريال مدريد (1955–56، 1956–57، 1957–58، 1958–59، 1959–60، 1965–66)              |
| 6          | توني كروس           | بايرن ميونخ (2012–13) ريال مدريد (2015–16، 2016–17، 2017–18، 2021–22، 2023–24) |
| 6          | داني كارفاخال       | ريال مدريد (2013–14، 2015–16، 2016–17، 2017–18، 2021–22، 2023–24)              |
| 6          | لوكا مودريتش        | ريال مدريد (2013–14، 2015–16، 2016–17، 2017–18، 2021–22، 2023–24)              |
| 6          | ناتشو               | ريال مدريد (2013–14، 2015–16، 2016–17، 2017–18، 2021–22، 2023–24)              |
| 5          | خوان ألونسو         | ريال مدريد (1955–56، 1956–57، 1957–58، 1958–59، 1959–60)                       |
| 5          | رافييل ليسميس       | ريال مدريد (1955–56، 1956–57، 1957–58، 1958–59، 1959–60)                       |
| 5          | ماركيتوس            | ريال مدريد (1955–56، 1956–57، 1957–58، 1958–59، 1959–60)                       |
| 5          | هيكتور ريال         | ريال مدريد (1955–56، 1956–57، 1957–58، 1958–59، 1959–60)                       |
| 5          | ألفريدو دي ستيفانو  | ريال مدريد (1955–56، 1956–57، 1957–58، 1958–59، 1959–60)                       |
| 5          | خوسيه ماريا زاراغا  | ريال مدريد (1955–56، 1956–57، 1957–58، 1958–59، 1959–60)                       |
| 5          | ألساندرو كوستاكورتا | ميلان (1988–89، 1989–90، 1993–94، 2002–03، 2006–07)                            |
| 5          | باولو مالديني       | ميلان (1988–89، 1989–90، 1993–94، 2002–03، 2006–07)                            |
| 5          | كريستيانو رونالدو   | مانشستر يونايتد (2007–08) ريال مدريد (2013–14، 2015–16، 2016–17، 2017–18)      |
| 5          | غاريث بيل           | ريال مدريد (2013–14، 2015–16، 2016–17، 2017–18، 2021–22)                       |
| 5          | كريم بنزيما         | ريال مدريد (2013–14، 2015–16، 2016–17، 2017–18، 2021–22)                       |
| 5          | كاسيميرو            | ريال مدريد (2013–14، 2015–16، 2016–17، 2017–18، 2021–22)                       |
| 5          | إيسكو               | ريال مدريد (2013–14، 2015–16، 2016–17، 2017–18، 2021–22)                       |
| 5          | مارسيلو             | ريال مدريد (2013–14، 2015–16، 2016–17، 2017–18، 2021–22)                       |
| 5          | لوكاس فاسكيز        | ريال مدريد (2015–16، 2016–17، 2017–18، 2021–22، 2023–24)                       |
| 4          | خوسيتو              | ريال مدريد (1955–56، 1956–57، 1957–58، 1958–59)                                |
| 4          | إنريكي ماتيوس       | ريال مدريد (1956–57، 1957–58، 1958–59، 1959–60)                                |
| 4          | خوان سانتيستيبان    | ريال مدريد (1956–57، 1957–58، 1958–59، 1959–60)                                |
| 4          | خوسيه سانتاماريا    | ريال مدريد (1957–58، 1958–59، 1959–60، 1965–66)                                |
| 4          | فيل نيل             | ليفربول (1976–77، 1977–78، 1980–81، 1983–84)                                   |
| 4          | كلارنس سيدورف       | أياكس (1994–95) ريال مدريد (1997–98) ميلان (2002–03، 2006–07)                  |
| 4          | أندريس إنييستا      | برشلونة (2005–06، 2008–09، 2010–11، 2014–15)                                   |
| 4          | ليونيل ميسي         | برشلونة (2005–06، 2008–09، 2010–11، 2014–15)                                   |
| 4          | تشافي هيرنانديز     | برشلونة (2005–06، 2008–09، 2010–11، 2014–15)                                   |
| 4          | جيرارد بيكيه        | مانشستر يونايتد (2007–08) برشلونة (2008–09، 2010–11، 2014–15)                  |
| 4          | سيرخيو راموس        | ريال مدريد (2013–14، 2015–16، 2016–17، 2017–18)                                |
| 4          | رافاييل فاران       | ريال مدريد (2013–14، 2015–16، 2016–17، 2017–18)                                |
| 4          | ماتيو كوفاتشيتش     | ريال مدريد (2015–16، 2016–17، 2017–18) تشيلسي (2020–21)                        |

### أكثر اللاعبين تسجيلًا
- آخر تحديث تم بتاريخ 6 مايو 2025.[107][108][109][110]

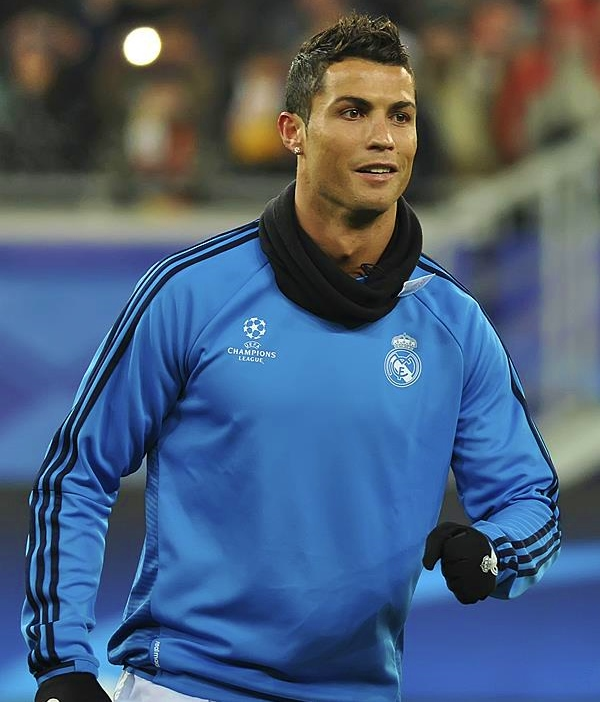
كريستيانو رونالدو الهداف التاريخي لدوري أبطال أوروبا وأكثر من فاز بلقب الهداف (7 مرات).

- اللاعبون «بالخلفية الزرقاء» ما زالوا يلعبون في أوروبا.
- لا يتضمن الجدول أدناه الأهداف المسجلة في مرحلة التصفيات.[111]
- العلامة  تعني أن اللاعب كان نشط في حقبة كأس أوروبا.

| المركز | اسم اللاعب   | عدد الأهداف | المعدل | الظهور | سنوات اللعب في أوروبا | الأندية                                                        |
| ------ | ------------ | ----------- | ------ | ------ | --------------------- | -------------------------------------------------------------- |
| 1      | رونالدو      | 140         | 0.77   | 183    | 2003–2022             | مانشستر يونايتد (21)، ريال مدريد (105)، يوفنتوس (14)           |
| 2      | ميسي         | 129         | 0.79   | 163    | 2005–2023             | برشلونة (120)، باريس سان جيرمان (9)                            |
| 3      | ليفاندوفسكي  | 105         | 0.79   | 133    | 2011–                 | بوروسيا دورتموند (17)، بايرن ميونخ (69)، برشلونة (19)          |
| 4      | بنزيما       | 90          | 0.59   | 152    | 2005–2023             | ليون (12)، ريال مدريد (78)                                     |
| 5      | راؤول        | 71          | 0.5    | 142    | 1995–2011             | ريال مدريد (66)، شالكه (5)                                     |
| 6      | مولر         | 57          | 0.35   | 163    | 2008–                 | بايرن ميونخ (57)                                               |
| 7      | فان نستلروي  | 56          | 0.77   | 73     | 1998–2009             | آيندهوفن (8)، مانشستر يونايتد (35)، ريال مدريد (13)            |
| 8      | كيليان مبابي | 55          | 0.63   | 87     | 2016–                 | موناكو (6)، باريس سان جيرمان (42)، ريال مدريد (7)              |
| 9      | هنري         | 50          | 0.45   | 112    | 1997–2010             | موناكو (7)، آرسنال (35)، برشلونة (8)                           |
| 10     | دي ستيفانو   | 49          | 0.84   | 58     | 1955–1964             | ريال مدريد (49)                                                |
| 10     | هالاند       | 49          | 1.02   | 48     | 2019–                 | ريد بل زالتسبورغ (8)، بوروسيا دورتموند (15)، مانشستر سيتي (26) |

ملاحظات
1. ↑  سجل كريستيانو هدفًا في الأدوار التمهيدية من 4 مباريات ليُصبح المجموع 141 هدف.
2. ↑  سجل فان نستلروي 4 أهداف في الأدوار التمهيدية من 8 مباريات ليُصبح المجموع 60 هدف.
3. ↑  سجل هنري هدفًا في الأدوار التمهيدية من ثلاثة مباريات ليُصبح المجموع 51 هدف.

### أكثر اللاعبين مشاركة
آخر تحديث 16 أبريل 2025.
- اللاعبون «بالخط الغليظ» ما زالوا يلعبون في أوروبا.
- غير متضمنة مباريات التصفيات المؤهلة.

|   | اللاعب            | الجنسية   | المشاركات | الفترة    | الأندية                                              |
| - | ----------------- | --------- | --------- | --------- | ---------------------------------------------------- |
| 1 | كريستيانو رونالدو | البرتغال  | 183       | 2003–2022 | مانشستر يونايتد (59)، ريال مدريد (101)، يوفنتوس (23) |
| 2 | إيكر كاسياس       | إسبانيا   | 177       | 1999–2019 | ريال مدريد (150)، بورتو (25)                         |
| 3 | ليونيل ميسي       | الأرجنتين | 163       | 2005–2023 | برشلونة (149)، باريس سان جيرمان (14)                 |
| 3 | توماس مولر        | ألمانيا   | 163       | 2008–     | بايرن ميونخ (163)                                    |
| 5 | كريم بنزيما       | فرنسا     | 152       | 2005–2023 | ليون (19)، ريال مدريد (133)                          |
| 6 | تشافي             | إسبانيا   | 151       | 1998–2015 | برشلونة (151)                                        |
| 6 | توني كروس         | ألمانيا   | 151       | 2008–2024 | بايرن ميونخ (41)، ريال مدريد (110)                   |
| 8 | مانويل نوير       | ألمانيا   | 150       | 2007–     | شالكه (22)، بايرن ميونخ (128)                        |
| 9 | راؤول             | إسبانيا   | 142       | 1995–2011 | ريال مدريد (130)، شالكه (12)                         |
| 9 | سيرجيو راموس      | إسبانيا   | 142       | 2005–2023 | ريال مدريد (129)، باريس سان جيرمان (8)، إشبيلية (5)  |

### أكثر اللاعبين صناعة للأهداف
آخر تحديث 12 فبراير 2025.

ريان غيغز اللاعب صاحب أكثر صناعة للأهداف في نسخة دوري أبطال أوروبا.

ملاحظات: قد تختلف معايير صناعة الأهداف بحسب المصدر، الجدول التالي يتبع معايير أوبتا في صناعة الأهداف، حيث لا يتم احتساب صناعة الهدف للكرات المنحرفة أو المرتدة من لاعبي الخصم والتي أثرت على مسار الكرة ووصولها إلى متلقيها (مُسجل الهدف) بشكلٍ واضح، ولا يتم احتساب صناعة الهدف لركلات الجزاء أو الأهداف المباشرة من ركلات الزاوية أو الركلات الحرة أو الأهداف العكسية. ومع ذلك، وفقًا للاتحاد الأوروبي المُنَظّم الرسمي، كريستيانو رونالدو هو متصدر الترتيب، حيث لا يتبع الاتحاد الأوروبي المعايير السابقة. علاوةً على أن إحصائيات الاتحاد الأوروبي بدأت عام 2003 على عكس سجلات أوبتا التي بدأت مُنذ بداية النسخة الجديدة عام 1992، وهو ما شكّلَ تباينًا وفارقًا واضحًا في سُلم الترتيب. لا يتضمن الجدول أدناه الأهداف المسجلة في مرحلة التصفيات. اللاعبون «بالخط الغليظ» ما زالوا يلعبون في أوروبا. اللاعبون «بالخط المائل» ما زالوا يلعبون خارج أوروبا. الجدول التالي يضم عدد صناعة الاهداف اعتبارًا من موسم 1992–93
|   | اللاعب            | البلد     | الصناعة | المباريات | السنوات   | الفريق                                               |
| - | ----------------- | --------- | ------- | --------- | --------- | ---------------------------------------------------- |
| 1 | ريان غيغز         | ويلز      | 41      | 141       | 1993–2014 | مانشستر يونايتد                                      |
| 2 | كريستيانو رونالدو | البرتغال  | 40      | 183       | 2003–2022 | مانشستر يونايتد، ريال مدريد، يوفنتوس                 |
| 3 | ليونيل ميسي       | الأرجنتين | 39      | 163       | 2005–2023 | برشلونة، باريس سان جيرمان                            |
| 4 | أنخيل دي ماريا    | الأرجنتين | 38      | 116       | 2007–     | بنفيكا، ريال مدريد، باريس سان جيرمان، يوفنتوس        |
| 5 | ديفيد بيكهام      | إنجلترا   | 36      | 107       | 1994–2013 | مانشستر يونايتد، ريال مدريد، ميلان، باريس سان جيرمان |
| 6 | لويس فيغو         | البرتغال  | 34      | 103       | 1997–2009 | برشلونة، ريال مدريد، إنتر ميلان                      |
| 7 | تشافي             | إسبانيا   | 31      | 151       | 1998–2015 | برشلونة                                              |
| 8 | نيمار             | البرازيل  | 30      | 81        | 2013–2023 | برشلونة، باريس سان جيرمان                            |
| 9 | راؤول             | إسبانيا   | 27      | 142       | 1995–2011 | ريال مدريد، شالكه                                    |
| 9 | كريم بنزيما       | فرنسا     | 27      | 152       | 2005–2023 | ليون، ريال مدريد                                     |

## الجوائز
بدءًا من نسخة 2021–22، قدم الاتحاد الأوروبي لكرة القدم جائزة أفضل لاعب في دوري أبطال أوروبا.
تتكون لجنة التحكيم من مدربي الأندية التي شاركت في مرحلة المجموعات من المسابقة، بالإضافة إلى 55 صحفيًا تم اختيارهم من قبل مجموعة وسائل الإعلام الرياضية الأوروبية، حيث يتم اختيار صحفي واحد من كل اتحاد عضو في الاتحاد الأوروبي.
الفائزون
| الموسم                    | اللاعب                    | النادي                    |
| جائزة أفضل لاعب في الموسم | جائزة أفضل لاعب في الموسم | جائزة أفضل لاعب في الموسم |
| ------------------------- | ------------------------- | ------------------------- |
| 2021–22                   | كريم بنزيما               | ريال مدريد                |
| 2022–23                   | رودري                     | مانشستر سيتي              |
| 2023–24                   | فينيسيوس جونيور           | ريال مدريد                |
| 2024–25                   | عثمان ديمبيلي             | باريس سان جيرمان          |

في نفس الموسم، قدم الاتحاد الأوروبي لكرة القدم أيضًا جائزة أفضل لاعب شاب في دوري أبطال أوروبا.
الفائزون
| الموسم                        | اللاعب                        | النادي                        |
| جائزة أفضل لاعب شاب في الموسم | جائزة أفضل لاعب شاب في الموسم | جائزة أفضل لاعب شاب في الموسم |
| ----------------------------- | ----------------------------- | ----------------------------- |
| 2021–22                       | فينيسيوس جونيور               | ريال مدريد                    |
| 2022–23                       | خفيتشا كفاراتسخيليا           | نابولي                        |
| 2023–24                       | جود بيلينغهام                 | ريال مدريد                    |
| 2024–25                       | ديزيري دوي                    | باريس سان جيرمان              |

## معرض الإنجازات

فوز ريال مدريد باللقب عام 1956
فوز بنفيكا باللقب عام 1961
فوز بايرن ميونخ باللقب عام 1975
فوز ليفربول باللقب عام 1984
فوز أياكس امستردام باللقب عام 1995
فوز يوفنتوس باللقب عام 1996
فوز مانشستر يونايتد باللقب عام 1999
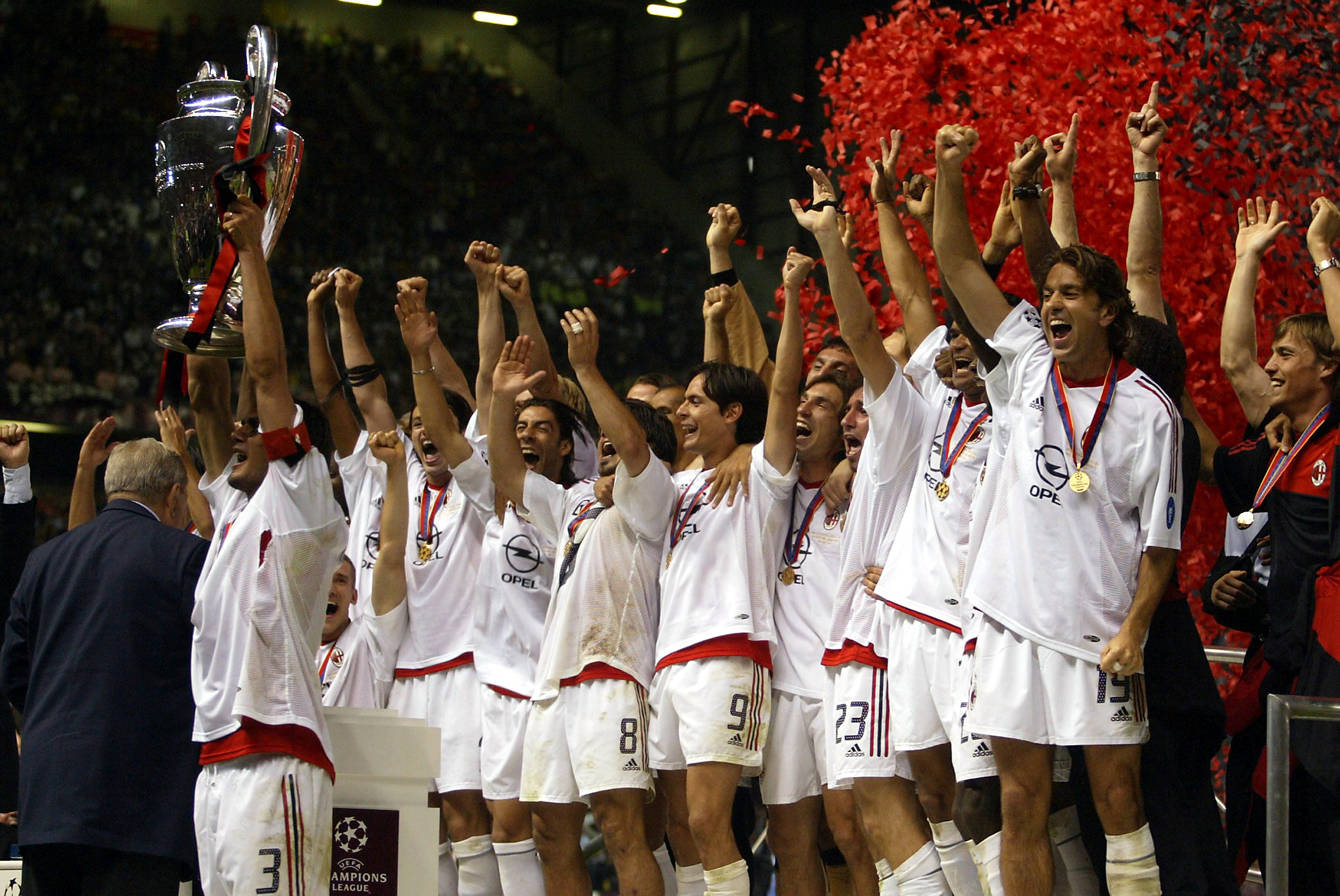
فوز إيه سي ميلان باللقب عام 2003
فوز بورتو باللقب عام 2004
فوز برشلونة باللقب عام 2006
فوز إنتر ميلان باللقب عام 2010
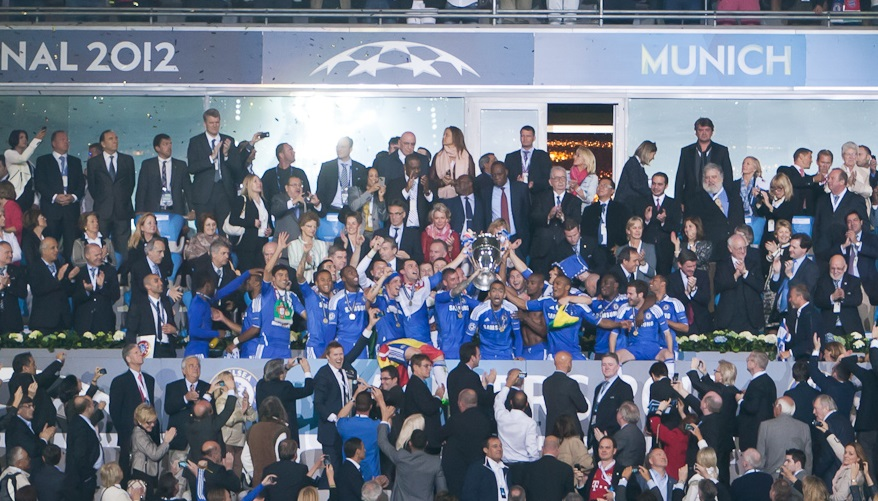
فوز تشيلسي باللقب عام 2012

## الملاحظات والمراجع
الملاحظات
المراجع
1. ↑  UEFA.com> UEFA Champions League نسخة محفوظة 05 مارس 2018 على موقع واي باك مشين.
2. 1 2  Pierre-Marie Descamps, Jacques Hennaux (2005). ليكيب (صحيفة) (المحرر). "50 ans de coupes d'Europe". ISBN:295196059X. {{استشهاد بدورية محكمة}}: الاستشهاد بدورية محكمة يطلب |دورية محكمة= (مساعدة)، تحقق من التاريخ في: |تاريخ الوصول= (مساعدة)، الوسيط |تاريخ الوصول بحاجة لـ |مسار= (مساعدة)، تجاهل المحلل الوسيط |lire en ligne= لأنه غير معروف، ويقترح استخدام |url= (مساعدة)، تجاهل المحلل الوسيط |passage= لأنه غير معروف، ويقترح استخدام |pages= (مساعدة)، تجاهل المحلل الوسيط |total pages= لأنه غير معروف (مساعدة)، وروابط خارجية في |lire en ligne= (مساعدة)
3. ↑  ديفيد بولشوفر، برادي كريستوفر (2006) مدير لمدة 90 دقيقة : دروس من نهاية حادة للإدارة p.190. بيرسون التعليم. محقق في 6 مارس 2011 نسخة محفوظة 01 أكتوبر 2014 على موقع واي باك مشين.
4. ↑  دوري ابطال أوروبا أكبر من كأس العالم - جوزيه مورينهو بي بي سي سبورت محقق في 6 مارس 2011 "نسخة مؤرشفة". مؤرشف من الأصل في 2020-03-06. اطلع عليه بتاريخ 2011-05-25.{{استشهاد ويب}}:  صيانة الاستشهاد: BOT: original URL status unknown (link)
5. ↑  "نهائي دوري أبطال أوروبا يتصدر سوق التلفزيون". بي بي سي سبورت. هيئة الإذاعة البريطانية. 31 يناير 2010. مؤرشف من الأصل في 2016-01-12. اطلع عليه بتاريخ 2010-05-23.
6. 1 2 3 4 5  UEFA, history: Football's premier club competition نسخة محفوظة 01 سبتمبر 2017 على موقع واي باك مشين.
7. ↑  Real Madrid: honors، Football Trophies نسخة محفوظة 26 مايو 2011 على موقع واي باك مشين. "نسخة مؤرشفة". مؤرشف من الأصل في 2013-12-04. اطلع عليه بتاريخ 2017-06-03.{{استشهاد ويب}}:  صيانة الاستشهاد: BOT: original URL status unknown (link)
8. ↑  ريال مدريد بطلا للمرة 13 في دوري أبطال أوروبا – RT بالعربية. نسخة محفوظة 02 يونيو 2019 على موقع واي باك مشين.
9. ↑  Paris-Bayern | UEFA Champions League | UEFA.com نسخة محفوظة 2020-06-19 على موقع واي باك مشين.
10. ↑  "للمرة الـ 15 ريال مدريد بطلا لدوري أبطال أوروبا بالفوز على بوروسيا دورتموند الألماني | مجلة سيدتي". www.sayidaty.net. مؤرشف من الأصل في 2024-06-02. اطلع عليه بتاريخ 2024-06-02.
11. ↑  "لا جديد.. ريال مدريد بطلاً لدوري أبطال أوروبا للمرة 15". العربية نت. 2 يونيو 2024. مؤرشف من الأصل في 2024-06-02. اطلع عليه بتاريخ 2024-06-02.
12. ↑  الشرق، - (1 يونيو 2024). "لأول مرة في تاريخه.. ريال مدريد ينتزع دوري الأبطال دون خسارة". الشرق رياضة. مؤرشف من الأصل في 2024-06-02. اطلع عليه بتاريخ 2024-06-02. {{استشهاد ويب}}: الوسيط |الأول= يحوي أسماء رقمية (مساعدة)
13. 1 2 3 4  الجزيرة الرياضية، الدوريات: البطولات، التاريخ نسخة محفوظة 23 أكتوبر 2011 على موقع واي باك مشين.
14. ↑  EUROPEAN CUP HISTORY.COM: Season 1998-99 نسخة محفوظة 20 يوليو 2017 على موقع واي باك مشين.
15. ↑  Classic video: Manchester United 2-1 Bayern Munich, 1999 Champions League Final [وصلة مكسورة] نسخة محفوظة 08 2يناير1 على موقع واي باك مشين.
16. ↑  Champions league: 2003/04: Porto pull off biggest surpriseنسخة محفوظة 01 مايو 2013 على موقع واي باك مشين.
17. 1 2 3  UEFA Champions League History نسخة محفوظة 06 2يناير2 على موقع واي باك مشين.
18. ↑  Champions league: 2010/11: Barcelona back on top of Europe's eliteنسخة محفوظة 01 مايو 2013 على موقع واي باك مشين.
19. ↑  "Yahoo! sports: A history of the Champions League final: A fan's report". مؤرشف من الأصل في 2020-03-16. اطلع عليه بتاريخ أكتوبر 2020. {{استشهاد ويب}}: تحقق من التاريخ في: |تاريخ الوصول= (مساعدة)
20. ↑  برشلونه يفوز ببطولة دوري أبطال أوروبا - بي بي سي نسخة محفوظة 09 يونيو 2015 على موقع واي باك مشين.
21. ↑  "رسميا.. مسابقة دوري أبطال أوروبا بصيغة جديدة". arabic.rt.con. 19 أبريل 2021. مؤرشف من الأصل في 2021-09-30. اطلع عليه بتاريخ 2021-12-01.
22. ↑  وكالة أنباء العالم العريب (8 فبراير 2024). "ما هي التعديلات التي أقرّها "يويفا" على دوري أبطال أوروبا؟". الشرق رياضة. مؤرشف من الأصل في 2024-02-08. اطلع عليه بتاريخ 2024-02-08.
23. ↑  European cup history: Munich Air Disaster نسخة محفوظة 20 يوليو 2017 على موقع واي باك مشين.
24. ↑  "The Munich air disaster: a timeline". BBC  Manchester. British Broadcasting Corporation. 19 مارس 2008. مؤرشف من الأصل في 2018-03-23. اطلع عليه بتاريخ 2008-10-12.
25. 1 2  "Liverpool - History - Heysel disaster". بي بي سي. مؤرشف من الأصل في 2018-10-01. اطلع عليه بتاريخ 2011-03-22.
26. ↑  "World Notes BRITAIN". Report by Time. 24 أبريل 1989. مؤرشف من الأصل في 2013-08-25. اطلع عليه بتاريخ 2007-08-22.
27. ↑  BBC sport: The worst scandal of them all نسخة محفوظة 27 أغسطس 2017 على موقع واي باك مشين.
28. ↑  الفضائح الكروية الأشهر في أوروبا نسخة محفوظة 08 2يناير3 على موقع واي باك مشين.
29. ↑  "Libero, champions league: Top Stories". مؤرشف من الأصل في 2020-03-16.
30. ↑  AC Milan, new: Marcelia Scandal [وصلة مكسورة] نسخة محفوظة 17 مارس 2020 على موقع واي باك مشين.
31. ↑  البطولات المزورة - البيان نسخة محفوظة 05 مارس 2016 على موقع واي باك مشين.
32. 1 2 3  uefadirect, Issue 42: October 2005, Page 8 "A brand new trophy" نسخة محفوظة 05 سبتمبر 2009 على موقع واي باك مشين.
33. ↑  Desbordes، Michel. Marketing and football: an international perspective. ص. 518. ISBN:9780750682046.
34. ↑  Champions league: UEFA Champions League anthem نسخة محفوظة 01 نوفمبر 2017 على موقع واي باك مشين.
35. ↑  Thompson، Craig؛ Magnus، Ems (فبراير 2003). "The Uefa Champions League Marketing". Fiba Assist Magazine: 49–50. مؤرشف من الأصل (PDF) في 2015-09-06. اطلع عليه بتاريخ 2008-05-19.
36. ↑  Thompson، Craig؛ Magnus، Ems (فبراير 2003). "The Uefa Champions League Marketing". Fiba Assist Magazine: 49–50. مؤرشف من الأصل (PDF) في 2015-09-06. اطلع عليه بتاريخ 2008-05-19.
37. ↑  Emmett، James. "BT's Champions League coup gives Uefa head-start on 20 per cent growth target". SportsPro. SportsPro. مؤرشف من الأصل في 2016-12-26. اطلع عليه بتاريخ 2014-07-13.
38. ↑  "UEFA Champions League: MasterCard". مؤرشف من الأصل في 2015-07-02. اطلع عليه بتاريخ 2014-09-14.
39. ↑  "UEFA Media Services" (PDF). مؤرشف من الأصل (PDF) في 2017-07-07. اطلع عليه بتاريخ 2011-07-24.
40. ↑  "Sony Computer Entertainment Europe extends UEFA Champions League sponsorship". UEFA. UEFA.com. 21 مايو 2015. مؤرشف من الأصل في 2017-07-01. اطلع عليه بتاريخ 2015-05-30.
41. ↑  "Champions League: Uefa signs Nissan as new sponsor". BBC News. مؤرشف من الأصل في 2019-02-18. اطلع عليه بتاريخ 2014-09-14.
42. ↑  "Rooney's debut hat-trick against Fenerbahçe". بي بي سي. 28 سبتمبر 2004. مؤرشف من الأصل في 2017-09-01. اطلع عليه بتاريخ 2007-05-11.
43. ↑  Heineken brand to sponsor UEFA Champions Leagueنسخة محفوظة 20 أبريل 2012 على موقع واي باك مشين.
44. ↑  Heineken extends sponsorship of UEFA Champions League [وصلة مكسورة] نسخة محفوظة 03 سبتمبر 2011 على موقع واي باك مشين.
45. ↑  Master Card: Current Sponsorships نسخة محفوظة 16 أبريل 2015 على موقع واي باك مشين.
46. ↑  Master Card UEFA sponsorship نسخة محفوظة 02 يوليو 2015 على موقع واي باك مشين.
47. ↑  "Galatasaray 1 Chelsea 1: match report". Telegraph.co.uk. 25 فبراير 2014. مؤرشف من الأصل في 2017-02-11. اطلع عليه بتاريخ 2014-09-14.
48. ↑  "UniCredit starts a three-year sponsorship of the UEFA Champions League". Unicreditgroup.eu. 20 سبتمبر 2009. مؤرشف من الأصل في 2012-03-11. اطلع عليه بتاريخ 2010-08-14.
49. ↑  "HTC to partner with UEFA Champions League and UEFA Europa League". UEFA.com. 12 ديسمبر 2012. مؤرشف من الأصل في 2013-09-02. اطلع عليه بتاريخ 2012-01-06.
50. ↑  UEFA the online store, products [وصلة مكسورة] نسخة محفوظة 26 يناير 2012 على موقع واي باك مشين.
51. ↑  BOOT SPOTTING: UEFA CHAMPIONS LEAGUE FINAL نسخة محفوظة 03 2يناير3 على موقع واي باك مشين. [وصلة مكسورة]
52. ↑  Konami releases Pro Evolution Soccer 2011 نسخة محفوظة 14 ديسمبر 2016 على موقع واي باك مشين.
53. ↑  St Catherine FA pleased with LIME's sponsorship نسخة محفوظة 20 ديسمبر 2019 على موقع واي باك مشين.
54. ↑  "UEFA Kit Regulations Edition 2012" (PDF). الاتحاد الأوروبي لكرة القدم. ص. 37, 38. مؤرشف من الأصل (PDF) في 2017-09-19. اطلع عليه بتاريخ 2014-01-29.
55. ↑  "The Globe, The 'Loi Evin': a French exception". مؤرشف من الأصل في 2011-08-06. اطلع عليه بتاريخ 2011-08-12.{{استشهاد ويب}}:  صيانة الاستشهاد: BOT: original URL status unknown (link)
56. ↑  BMJ: News France dilutes tobacco and alcohol advertising ban نسخة محفوظة 26 ديسمبر 2016 على موقع واي باك مشين.
57. ↑  UEFA Champions League broadcast rights sales processنسخة محفوظة 12 يناير 2012 على موقع واي باك مشين.
58. ↑  UEFA Champions League Rankings: Rating the Teams Left in the Round of 16 نسخة محفوظة 12 سبتمبر 2015 على موقع واي باك مشين.
59. 1 2  الاتحاد الأوروبي لكرة القدم (8-2010). "La part des clubs" (PDF). نيون (مدينة): UEFA.direct. ج. 100: 7. مؤرشف من الأصل (PDF) في 10 مارس 2016. اطلع عليه بتاريخ 29 décembre 2010. {{استشهاد بدورية محكمة}}: الاستشهاد بدورية محكمة يطلب |دورية محكمة= (مساعدة) وتحقق من التاريخ في: |تاريخ الوصول= و|تاريخ= (مساعدة)
60. ↑  الاتحاد الأوروبي لكرة القدم (9-2010). "Décompte des finales" (PDF). نيون (مدينة): UEFA.direct. ج. 101: 9. مؤرشف من الأصل (PDF) في 26 يونيو 2015. اطلع عليه بتاريخ 29 décembre 2010. {{استشهاد بدورية محكمة}}: الاستشهاد بدورية محكمة يطلب |دورية محكمة= (مساعدة) وتحقق من التاريخ في: |تاريخ الوصول= و|تاريخ= (مساعدة)
61. ↑  الاتحاد الأوروبي لكرة القدم (7-2010). "Une si longue attente" (PDF). نيون (مدينة): UEFA.direct. ج. 99: 7. مؤرشف من الأصل (PDF) في 10 مارس 2016. اطلع عليه بتاريخ 29 décembre 2010. {{استشهاد بدورية محكمة}}: الاستشهاد بدورية محكمة يطلب |دورية محكمة= (مساعدة) وتحقق من التاريخ في: |تاريخ الوصول= و|تاريخ= (مساعدة)
62. 1 2  الاتحاد الأوروبي لكرة القدم (8-2010). "Ligue des champions de l'UEFA" (PDF). نيون (مدينة): UEFA.direct. ج. 100: 6. مؤرشف من الأصل (PDF) في 10 مارس 2016. اطلع عليه بتاريخ 29 décembre 2010. {{استشهاد بدورية محكمة}}: الاستشهاد بدورية محكمة يطلب |دورية محكمة= (مساعدة) وتحقق من التاريخ في: |تاريخ الوصول= و|تاريخ= (مساعدة)
63. 1 2 3  الاتحاد الأوروبي لكرة القدم (9-2010). "Près de 68 millions d'euros pour la formation" (PDF). نيون (مدينة): UEFA.direct. ج. 101: 9. مؤرشف من الأصل (PDF) في 26 يونيو 2015. اطلع عليه بتاريخ 29 décembre 2010. {{استشهاد بدورية محكمة}}: الاستشهاد بدورية محكمة يطلب |دورية محكمة= (مساعدة) وتحقق من التاريخ في: |تاريخ الوصول= و|تاريخ= (مساعدة)
64. ↑  "Economie du football professionnel". مؤرشف من الأصل في 2019-12-20.
65. ↑  UEFA Country Ranking 2009 Bert Kassies' Site نسخة محفوظة 27 أكتوبر 2009 على موقع واي باك مشين.
66. ↑  About: How Teams Qualify for the Champions League نسخة محفوظة 11 ديسمبر 2016 على موقع واي باك مشين.
67. ↑  Regulations of the UEFA Champions League 2010/11 نسخة محفوظة 05 ديسمبر 2010 على موقع واي باك مشين.
68. ↑  "UEFA Country Ranking 2019". kassiesa.home.xs4all.nl. مؤرشف من الأصل في 2019-05-10. اطلع عليه بتاريخ 2019-05-09.
69. ↑  uefa.com. "Member associations - UEFA rankings - Country coefficients – UEFA.com". UEFA.com (بالإنجليزية). Archived from the original on 2019-04-17. Retrieved 2019-05-09.
70. ↑  "Border crossing". When Saturday Comes (WSC). يوليو 2008. مؤرشف من الأصل في 2016-04-13. اطلع عليه بتاريخ 2016-04-14.{{استشهاد ويب}}:  صيانة الاستشهاد: مسار غير صالح (link)
71. 1 2  "Liechtenstein making strides (Liechtenstein's profile)". UEFA. مؤرشف من الأصل في 13 أبريل 2016. اطلع عليه بتاريخ 14 أبريل 2016.
72. ↑  "Zyrtare: Kosova pranohet në FIFA, jemi të barabartë me të gjitha vendet e botës - Telegrafi". Telegrafi (بالألبانية). 14 May 2016. Archived from the original on 2020-09-18. Retrieved 2016-05-13.
73. ↑  UEFA.com. "Champions League and Europa League changes next season". UEFA.com (بالإنجليزية). Archived from the original on 2019-05-07. Retrieved 2019-05-21.
74. 1 2  UEFA: Competition format نسخة محفوظة 05 سبتمبر 2017 على موقع واي باك مشين. [وصلة مكسورة]
75. 1 2  Golden boot: UEFA Champions League نسخة محفوظة 15 يوليو 2015 على موقع واي باك مشين.
76. 1 2  Champions League and UEFA Cup Format Changes نسخة محفوظة 29 مارس 2016 على موقع واي باك مشين.
77. 1 2  ESPN: UEFA champions league نسخة محفوظة 10 أكتوبر 2014 على موقع واي باك مشين.
78. 1 2  Champions league: 2011/12 UEFA Champions League access list نسخة محفوظة 26 مايو 2017 على موقع واي باك مشين. [وصلة مكسورة]
79. ↑  "ما هي التغييرات التي ستطرأ على دوري أبطال أوروبا ابتداء من الموسم المقبل؟". CNN Arabic (بar-AR). 27 Feb 2018. Archived from the original on 2019-05-21. Retrieved 2018-08-29.{{استشهاد بخبر}}:  صيانة الاستشهاد: لغة غير مدعومة (link)
80. 1 2 3 4  نظام البطولة علي موقع اليوفا نسخة محفوظة 07 أغسطس 2017 على موقع واي باك مشين. [وصلة مكسورة]
81. ↑  موعد قرعة الدور نصف النهائي من دوري أبطال أوروبا نسخة محفوظة 09 2يناير5 على موقع واي باك مشين.
82. ↑  UEFA: Group stage نسخة محفوظة 25 ديسمبر 2016 على موقع واي باك مشين.
83. ↑  دوري أبطال أوروبا 2011/2012، معلومات عن المسابقة من موقع كورة: في حال تساوي فريقين بالنقاط فقوانين الاتحاد الأوروبي لا تهتم لفارق الأهداف ويتم حساب نتيجة المواجهتين المباشرة بين الفريقين المتساويين فقط نسخة محفوظة 06 أبريل 2016 على موقع واي باك مشين.
84. 1 2  "Regulations of the UEFA Champions League 2006–07, Rule 4.05" (PDF). الاتحاد الأوروبي لكرة القدم. مارس 2006. مؤرشف من الأصل (نسق المستندات المنقولة) في 2019-05-21. اطلع عليه بتاريخ 2006-12-11.
85. ↑  لا بطاقات صفراء بعد ربع نهائي دوري الأبطال ويوروبا ليغ اطلع عليه في 17 يوليو 2014 نسخة محفوظة 19 مايو 2017 على موقع واي باك مشين.
86. ↑  UEFA confirm that extra referees will now be used for Champions League and Euro 2012 qualifiers نسخة محفوظة 13 يوليو 2015 على موقع واي باك مشين.
87. ↑  BBC sports: Champions League to try out extra officials experiment نسخة محفوظة 14 مارس 2017 على موقع واي باك مشين.
88. 1 2 3  "UEFA Referee". Uefa.com. 7 يوليو 2010. مؤرشف من الأصل في 2019-04-10. اطلع عليه بتاريخ 2011-07-24.
89. ↑  الأندية الحاصلة على وسام اليويفا الشرفي من الموقع الرسمي لليويفا  نسخة محفوظة 06 أغسطس 2017 على موقع واي باك مشين.
90. ↑  "Regulations of the UEFA Champions League 2008/09, Chapter XI, Article 19 - "UEFA Kit Resolutions", paragraph 14, page 29" (PDF). uefa.com. Union of European Football Associations. أغسطس 2009. مؤرشف من الأصل (PDF) في 2016-07-05. اطلع عليه بتاريخ 2009-08-30.
91. ↑  UEFA Super Cup نسخة محفوظة 01 سبتمبر 2017 على موقع واي باك مشين.
92. ↑  FIFA cup world cup 2011, Qualifiers نسخة محفوظة 19 مارس 2015 على موقع واي باك مشين.
93. ↑  « De fait, la Ligue des champions est une ligue fermée », sur lemonde.fr le 23 novembre 2010 نسخة محفوظة 05 2يناير9 على موقع واي باك مشين.
94. ↑  C1 : Une réforme pour presque rien, sur cahiersdufootball.net, Gaël Raballand - jeudi 1 mai 2008 نسخة محفوظة 06 ديسمبر 2017 على موقع واي باك مشين.
95. ↑  UEFA: Where the money goes نسخة محفوظة 05 أبريل 2017 على موقع واي باك مشين. [وصلة مكسورة]
96. ↑  "Football's premier club competition: History". الاتحاد الأوروبي لكرة القدم. 14 يونيو 2010. مؤرشف من الأصل في 2019-05-15. اطلع عليه بتاريخ 2010-07-08.
97. ↑  {{اس[[تشهاد ويب|مسار=http://www.rsssf.com/tablese/ec1.html |عنوان=European Champions' Cup |ناشر=مؤسسة إحصاءات وثيقة لرياضة كرة القدم |تاريخ=2 June 2010|تاريخ الوصول=8 September 2009| مسار أرشيف = https://web.archive.org/web/20181015184430/http://rsssf.com:80/tablese/ec1.html | تاريخ أرشيف = 15 أكتوبر 2018 }} "نسخة مؤرشفة". مؤرشف من الأصل في 2020-09-03. اطلع عليه بتاريخ 2011-08-06.{{استشهاد ويب}}:  صيانة الاستشهاد: BOT: original URL status unknown (link)
98. ↑  Lisbon to stage 2014 UEFA Champions League final - UEFA Champions League - News - UEFA.com نسخة محفوظة 15 سبتمبر 2017 على موقع واي باك مشين.
99. ↑  Champions league: past winners نسخة محفوظة 20 مايو 2017 على موقع واي باك مشين.
100. ↑  موقع كوورة: دوري أبطال أوروبا، سجل الإبطال - عدد مرات الفوز نسخة محفوظة 03 أبريل 2016 على موقع واي باك مشين.
101. 1 2  World football net: Champions League.:. List of winners نسخة محفوظة 20 مايو 2013 على موقع واي باك مشين.
102. ↑  UEFA Champions League Winners List and Short History نسخة محفوظة 2020-05-23 على موقع واي باك مشين.
103. ↑  "Champions League Winners - - SI.com". مؤرشف من الأصل في 2014-05-25.
104. ↑  UEFA Champions League Winners List نسخة محفوظة 25 نوفمبر 2017 على موقع واي باك مشين.
105. ↑  Champions League » Champions نسخة محفوظة 20 مايو 2013 على موقع واي باك مشين.
106. ↑  دوري أبطال أوروبا : سجل الأبطال والمباريات النهائية نسخة محفوظة 06 2يناير3 على موقع واي باك مشين.
107. ↑  Top Ten UEFA Champions League Scorers of All-Time نسخة محفوظة 13 سبتمبر 2017 على موقع واي باك مشين.
108. ↑  Raul: The greatest scorer in the history of the Champions League hasn't been to Wembley... yet! نسخة محفوظة 04 مارس 2016 على موقع واي باك مشين.
109. ↑  UEFA Championship League / All Time / Leading Scorers نسخة محفوظة 28 أبريل 2013 على موقع واي باك مشين. [وصلة مكسورة]
110. ↑  Top scorers in UEFA Champions League history - UEFA Champions League - Photo gallery - UEFA.com نسخة محفوظة 31 أكتوبر 2017 على موقع واي باك مشين.
111. ↑  لماذا عدد أهداف رونالدو في دوري الأبطال 70 وليس 71 ؟ نسخة محفوظة 01 ديسمبر 2017 على موقع واي باك مشين.
112. ↑  "Who has played 100 Champions League games?". الاتحاد الأوروبي لكرة القدم. 29 نوفمبر 2023. مؤرشف من الأصل في 2020-08-09. اطلع عليه بتاريخ 2023-11-29.
113. ↑  "Champions League – All-time appearances". WorldFootball.net. مؤرشف من الأصل في 2023-09-06. اطلع عليه بتاريخ 2023-10-03.
114. ↑  "Players - Most assists". UEFA.com. مؤرشف من الأصل في 2020-06-04. اطلع عليه بتاريخ 2020-08-06.
115. ↑  "Who Has the Most Champions League Assists?". Opta. 12 أكتوبر 2023. مؤرشف من الأصل في 2023-12-05. اطلع عليه بتاريخ 2023-12-05.

## وصلات خارجية
- الموقع الرسمي للويفا
- إر إس إس إس إف–أرشيف الكؤوس الأوروبية
- تاريخ كأس الاتحاد الأوروبي
- جميع الإحصاءات مع وصلة لجميع النتائج
- 50 عامًا من مسابقة كأس الاتحاد الأوروبي